# AIK Solna
Der Allmänna Idrottsklubben (deutsch: Der Allgemeine Sportklub), meistens unter der Abkürzung AIK genannt, ist mit über 20.000 Mitgliedern einer der größten schwedischen Sportvereine.
Der Klub gehört mit etlichen Meistertiteln in Mannschafts- und Einzelsportarten zu den erfolgreichsten Vereinen des Landes. Er wurde beispielsweise zwölfmal schwedischer Meister im Fußball und achtmal schwedischer Pokalsieger. Die Eishockey-Abteilung wurde insgesamt siebenmal schwedischer Meister der Herren und zweimal, 2004 und 2007, der Frauen und gewann bei den Frauen zwischen 2005 und 2008 die ersten vier Austragungen des IIHF European Women Champions Cup. Außerdem gehörten die ersten beiden schwedischen Wimbledon-Gewinner im Tennis ebenfalls zum AIK.
Der 1891 gegründete Verein ist seit 1937 in Solna beheimatet, vorher war er in Stockholm zu Hause. Der Klub trägt offiziell keine Ortsbezeichnung im Namen. Im deutschsprachigen Raum wird er meist als AIK Solna oder AIK Stockholm bezeichnet.

## Geschichte
Der Gründung von AIK ging eine kuriose Geschichte voraus: Bei einem Spaziergang der Brüder Isidor und Emanuel Behrens durch die Hantverkargatan in Stockholm bemerkten die beiden, dass sie von zwei Jugendlichen verfolgt wurden. Daher beschleunigten sie ihren Gang, jedoch taten die Verfolger das Gleiche. Als die vier durch die Stadt rannten, kam die Szenerie einem improvisierten Wettkampf gleich. Nachdem die Verfolger abgeschüttelt waren, beschlossen die Brüder einen Sportverein zu gründen.
Am Sonntag, den 15. Februar 1891, kamen daher in der Biblioteksgatan 8, dem Haus der Behrens-Brüder sieben junge schwedische Männern zusammen. Neben den Brüdern gehörten Henrik Staberg, W. Pettersson, K. Björck, Oscar Rylander und F. Karlsson zu den Gründungsvätern des Klubs. Eine Woche später wurde Isidor Behrens zum ersten Vorsitzenden des neu entstandenen Vereins gewählt.

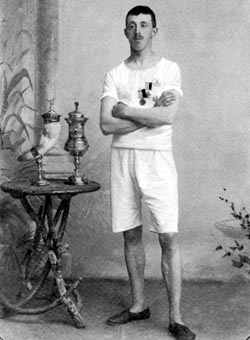
Patrik Löfgren mit dem Dicksonpokalen

Das Angebot von AIK umfasste zunächst nur Turnen und Leichtathletik. Bereits kurz nach der Gründung gelang einem Athleten des Klubs der erste Erfolg bei einer größeren Meisterschaft: Der Läufer Patrik Löfgren gewann den Dicksonpokalen, den von James F. Dickson, dem Hofstallmeister des schwedischen Königs, gestifteten Pokal für die englische Meile. Bis 1894 konnte er den Wettbewerb dreimal in Folge gewinnen.
In den folgenden Jahren machte der Klub seinem Namen als Allgemeiner Sportklub alle Ehre, indem sich die Zahl der angebotenen Sportarten rapide vermehrte.

## AIK Fotboll – Fußball
Die Fußballabteilung von AIK gehört zu den erfolgreichsten Abteilungen des Klubs. Seit der Gründung 1896 konnte der Verein insgesamt zwölf Meistertitel und acht Pokalsiege feiern. Vor allem die Anfangszeit des schwedischen Fußballs konnte der Klub zusammen mit dem Göteborger Verein Örgryte IS (ÖIS) – aber auch dem Stockholmer Lokalrivalen Djurgårdens IF (DIF) – prägend gestalten. Dank der zahlreichen Erfolge und weiterer Platzierungen im vorderen Tabellenbereich der Allsvenskan trat die Mannschaft auch international im Europapokal in Erscheinung.

### Geschichte

#### Gründung der Abteilung und erste Meistertitel (1896–1924)

Die Mannschaften von AIK und Djurgårdens IF vor ihrem ersten Duell am 16. Juli 1899

1896 wurde unter der Leitung von Sigfrid Stenberg die Fußballabteilung bei AIK aus der Taufe gehoben. Der sportenthusiastische Schwede, eines der führenden Mitglieder aus der Anfangszeit des Stockholms Idrottsförbund, entdeckte bei einem Englandaufenthalt die Sportart für sich und brachte sie zu AIK. 1898 stand der Klub als erste Mannschaft aus Stockholm im Finale um die Svenska Mästerskapet, unterlag aber im Stockholms Idrottspark, wo heute das Olympiastadion steht, dem amtierenden Meister Örgryte IS nach zwei Mal 30 Spielminuten mit 0:3. Ein Jahr später kam es in Stockholm zum ersten Duell mit dem ebenfalls 1896 gegründeten Lokalrivalen Djurgårdens IF, das AIK mit 2:1 für sich entscheiden konnte. Am 24. September des Jahres verlor die Mannschaft gegen Gefle IF im Finale des Rosenska Pokalen, einem der bedeutenden Wettbewerbe in der Anfangszeit des schwedischen Fußballs.

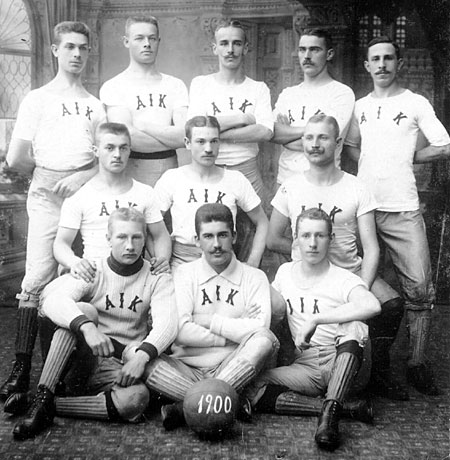
Die Meistermannschaft von 1900

Am 29. Juli 1900 erreichte die Fußballmannschaft von AIK nach Verbandsentscheid – das Entscheidungsspiel gegen Djurgårdens IF endete nach mehreren Verlängerungen torlos, aber AIK hatte im Laufe des Jahres zweimal gegen DIF gewonnen – zum zweiten Mal das Endspiel um die schwedische Meisterschaft und entthronte den bisher alleinigen Meister Örgryte IS durch ein Tor von Mannschaftskapitän Gunnar Franzén beim abermals nur 60 Minuten dauernden Finale. Da das Endspiel im Rahmen der in Stockholm stattfindenden schwedischen Leichtathletikmeisterschaft stattfand, kam es für einige Spieler, die auch an den Leichtathletikwettbewerben teilnahmen, zu Doppelbelastungen. Auch im Rosenska Pokalen erreichte AIK das Endspiel, verlor jedoch die Neuauflage des Vorjahresfinales gegen Gefle IF mit 0:9.
Im folgenden Jahr wurde die schwedische Meisterschaft in einem vier Mannschaften umfassenden Turnier erneut parallel zu Leichtathletikmeisterschaften in Göteborg ausgetragen. Neben AIK nahmen Göteborgs IF und zwei Mannschaften von Örgryte IS teil. AIK konnte sein Halbfinale gegen die erste Mannschaft von ÖIS mit 3:0 gewinnen, das andere Halbfinale entschied ÖIS 2 für sich. Da die Leichtathletikwettbewerbe länger als geplant dauerten, musste das Endspiel wegen Dunkelheit abgesagt werden und AIK wurde der Titel wegen des Sieges gegen die erste Mannschaft von ÖIS zugesprochen. Zum dritten Mal in Folge stand der Klub im Finale des Rosenska Pokalen Gefle IF gegenüber, das Spiel endete jedoch nach Verlängerung 1:1-Unentschieden, so dass kein Sieger ermittelt werden konnte.
Ab 1902 nahm AIK an einer vom Svenska Bollspelsförbundet neu eingeführten, sieben Mannschaften umfassenden Liga teil. In der ersten Spielzeit trat der Klub dabei mit zwei Mannschaften in der Liga an. Am Ende sprang der vierte Platz heraus, während die zweite Mannschaft Tabellenletzter wurde und fortan nur noch unterklassig spielte. 1906 stieg AIK erstmals in die Zweitklassigkeit ab, schaffte jedoch die direkte Rückkehr in die Stockholmsserien Klass 1, dem Nachfolgerwettbewerb der vom Svenska Bollspelsförbundet betriebenen Liga. Dem Aufsteiger gelang sowohl Staffelsieg als auch der Gewinn des Wicanderska Välgörenhetsskölden.
1908 kam AIK erstmals mit ausländischem Fußball in Berührung, als zusammen mit Djurgårdens IF der englische Amateurklub Northern Nomads und B.93 Kopenhagen aus Dänemark eingeladen wurden. Während eine gemischte Mannschaft gegen die Dänen mit 1:5 unterlag, verlor die reine AIK-Mannschaft gegen den englischen Klub mit 0:2. Im September gastierte der SC Victoria Hamburg in Schweden, die Partie endete mit einem 4:4-Unentschieden. Zudem standen mit Theodor Malm und Karl Ansén zwei AIKler beim ersten Länderspiel der schwedischen Nationalmannschaft am 12. Juli 1908 auf dem Platz, einem 11:3-Erfolg über Norwegen. Im folgenden Jahr konnte die Meisterschaft in der Stockholmsserien und der Sieg des Wicanderska Välgörenhetsskölden wiederholt werden, jedoch sowohl bei der Distriktmeisterschaft als auch der schwedischen Meisterschaft scheiterte der Klub am Lokalrivalen Djurgårdens IF.
Als eine der führenden Mannschaften in der Stockholmsserien qualifizierte sich AIK für die 1910 neu geschaffene Svenska Serien, die jedoch nicht für die Teilnahme an der Meisterschaftsrunde maßgeblich war. Während sich der Klub hier in den folgenden Jahren mit unterschiedlichem Erfolg mit der Konkurrenz maß – insbesondere die Göteborger Vereine Örgryte IS und IFK Göteborg dominierten die Svenska Serien –, erreichte er mehrfach das Endspiel um den Landesmeistertitel. Ein Jahr später holte er mit einem 3:2-Erfolg über den IFK Uppsala, an dem er im Vorjahr im Halbfinale gescheitert war, auf dem heimischen Råsunda idrottsplats den Titel. 1914 wurde zu einem der erfolgreichsten Jahre des AIK, als die Mannschaft nahezu alle wichtigen Wettbewerbe für sich entschied: die Landesmeisterschaft mit einem 7:2-Finalerfolg über Helsingborgs IF, die Distriktmeisterschaft, sowie durch einen 4:1-Sieg über Djurgårdens IF den Wicanderska Välgörenhetsskölden. Zudem verfolgten 14.000 Zuschauer den 3:0-Erfolg über den zu einem Freundschaftsspiel angetretenen FC Liverpool. Zwei Jahre später untermauerte AIK seine außergewöhnliche Stellung im Stockholmer Fußball, in dem er durch einen 3:1-Sieg über Djurgårdens IF den fünften Meistertitel sowie durch einen 5:1-Sieg über Järva IS die Distriktmeisterschaft gewann.
Anschließend folgte für AIK eine kurze Durststrecke, einzig unterbrochen vom verlorenen Meisterschaftsfinale 1917. Zwei Jahre später nahm der Verein nicht einmal an der schwedischen Meisterschaft teil, stellte dennoch im Laufe des Jahres zehn verschiedene Nationalspieler. Die Mannschaft verließ in den 1920ern erstmals Nordeuropa und ging auf Tournee. Erste Station war 1921 Frankreich, wo der Klub auf Racing Club, FC Cette, CA Paris und OSC Lille traf. 1923 gelang der mit Nationalspielern wie Rudolf Kock, Rune Bergström, Per Kaufeldt oder Helge Ekroth gespickten Mannschaft von AIK im Stockholmer Olympiastadion durch einen 5:1-Sieg über IFK Eskilstuna der sechste Meistertitel der Vereinsgeschichte.

#### Gründungsmitglied der Allsvenskan und erneute Triumphe (1924–1950)
| Etablierung in der Allsvenskan und erneute Triumphe |       |             |
| Saison                                              | Platz | ø Zuschauer |
| 1924/25                                             | 5.    | 5.436       |
| 1925/26                                             | 5.    | 6.271       |
| 1926/27                                             | 5.    | 7.205       |
| 1927/28                                             | 7.    | 7.232       |
| 1928/29                                             | 9.    | 8.102       |
| 1929/30                                             | 5.    | 15.997      |
| 1930/31                                             | 2.    | 15.855      |
| 1931/32                                             | 1.    | 17.728      |
| 1932/33                                             | 4.    | 15.942      |
| 1933/34                                             | 7.    | 14.523      |
| 1934/35                                             | 2.    | 15.236      |
| 1935/36                                             | 2.    | 14.884      |
| 1936/37                                             | 1.    | 14.749      |
| 1937/38                                             | 6.    | 17.196      |
| 1938/39                                             | 2.    | 12.609      |
| 1939/40                                             | 6.    | 8.291       |
| 1940/41                                             | 3.    | 8.708       |
| 1941/42                                             | 9.    | 7.586       |
| 1942/43                                             | 7.    | 10.058      |
| 1943/44                                             | 3.    | 15.167      |
| 1944/45                                             | 7.    | 10.688      |
| 1945/46                                             | 6.    | 15.376      |
| 1946/47                                             | 2.    | 19.949      |
| 1947/48                                             | 3.    | 19.182      |
| 1948/49                                             | 5.    | 19.645      |
| 1949/50                                             | 4.    | 21.768      |

In der Svenska Serien stand AIK im Schatten der Göteborger Vereine, qualifizierte sich aber dennoch für die neu geschaffene Allsvenskan, die 1924 die Svenska Serien als höchste schwedische Liga ablöste. Nach einem guten Start in die Auftaktspielzeit 1924/25 Dank eines 5:1-Erfolges durch Tore von Oskar Palm, der zweimal traf, Helmer Svedberg und Per Kaufeldt und einem Gegentor von Gösta Ståhl über Västerås IK belegte AIK am Ende der ersten Spielzeit hinter den hier ebenfalls dominierenden Göteborger Vereinen – GAIS, IFK Göteborg und Örgryte IS belegten die ersten drei Plätze – den fünften Rang und schloss auch die folgenden Spielzeiten im Mittelfeld hinter den Göteborger Vereinen ab.
Im Sommer 1928 kam es bei AIK zu einem Skandal, als die beiden bekanntesten Spieler Per Kaufeldt und Ernst Wahlberg vom Verband wegen Verstoßes gegen die Amateurbestimmungen gesperrt wurden. Nach einem Wechsel an Vereinsspitze und in der Mannschaft, die um junge Spieler wie den späteren Nationalspieler Wilhelm Petersén verjüngt wurde, fand sich die Mannschaft eine Spielzeit im Abstiegskampf wieder. Nach einer sukzessiven Steigerung erreichte sie 1931, als insgesamt elf verschiedene Spieler in die Nationalmannschaft berufen wurden, die Vizemeisterschaft hinter GAIS. In der anschließenden Spielzeit toppte AIK die Vorsaison und holte neun Jahre nach dem letzten Meistertitel den Von-Rosens-Pokal. Die vom Österreicher Ferdinand Humenberger betreute Mannschaft verlor dabei nur ein Saisonspiel und dominierte auch beim Zuschauerschnitt die Liga: Mit durchschnittlich 17.728 Zuschauern pro Spiel hatte der Klub kaum weniger Andrang als die in der Rangliste dahinter platzierten IFK Göteborg (9.836) und Örgryte IS (9.766) zusammen.
Nach zwei Jahren im mittleren Tabellenbereich etablierte sich AIK in der Ligaspitze und beendete die Meisterschaft zweimal als Vizemeister. Pünktlich zur Einweihung des neuen Råsundastadions 1937 erklomm der Verein zum zweiten Mal am Saisonende den Spitzenplatz der Allsvenskan und feierte somit den achten Meistertitel der Vereinsgeschichte. Die Liga wurde derart dominiert, dass Vizemeister IK Sleipner neun Punkte Rückstand aufwies. Zudem stellte die Mannschaft mit Olle Zetherlund, dem in 22 Saisonspielen 23 Tore gelangen, erstmals den Torschützenkönig der schwedischen Eliteklasse. Zwei Jahre später erreichte sie erneut der Vizemeistertitel hinter IF Elfsborg – allerdings mit neun Punkten Rückstand. Mit dem Stürmer Erik Persson, der wie Ove Andersson von Malmö FF und Yngve Lindegren von Örgryte IS 16 Saisontore erzielte, holte erneut ein Spieler des Klubs den Titel des Torschützenkönigs.
Nach den erfolgreich gestalteten 1930er Jahren kam es beim Klub zu einem Umbruch, der verschiedenen Spielern zu ihrem Erstligadebüt verhalf. Darunter befanden sich neben Henry Carlsson, später einer der bedeutendsten schwedischen Auslandsprofis, zahlreiche Spieler, die nur eine Spielzeit erstklassig zum Einsatz kamen. Bedingt durch diesen Mangel an Konstanz – allein in der Spielzeit 1941/42 kamen elf Neulinge zum Einsatz – schwankte der Klub auch in seinen Leistungen und wankte zwischen Titelkampf und hinterem Mittelfeld. Zeitweise stand der Verein im Rennen um den Meistertitel, platzierte sich aber jeweils hinter dem Meister. Auch im kriegsbedingt eingeführten Pokalwettbewerb erreichte der Klub bei der dritten Ausgabe das Endspiel: Gegen IFK Norrköping kam es im heimischen Råsundastadion zu einem 0:0-Unentschieden, das Wiederholungsspiel im Norrköpings Idrottspark konnte IFK durch einen 5:2-Sieg für sich entscheiden. Abermals folgte nach einer erfolgreichen Spielzeit der Rückschritt und AIK landete nur im Mittelfeld. Quasi folgerichtig war im Juni 1946 ein Freundschaftsspiel gegen Charlton Athletic der Höhepunkt des Jahres. Der englische Erstligist lag bereits mit 7:1 in Führung, ehe AIK eine Aufholjagd startete und ein 7:7-Unentschieden erreichte. Nicht wenige sprechen daher vom „Alla tiders AIK-match“, dem „AIK-Spiel aller Zeiten“.

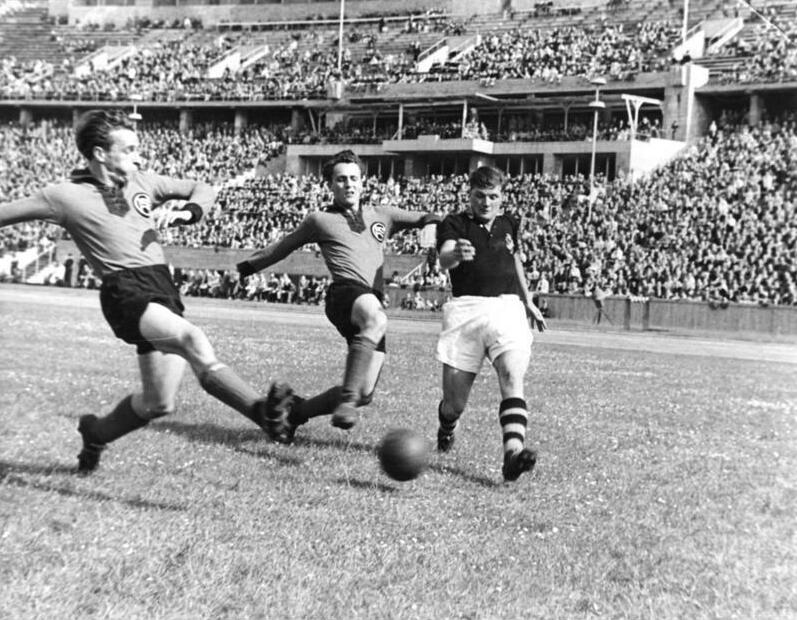
Spielszene anlässlich eines Freundschaftsspiels im Berliner Olympiastadion am 26. Juni 1949 zwischen AIK und dem Berliner Stadtmeister Berliner SV 92

Gegen Ende des Jahrzehnts etablierte sich AIK in der vorderen Tabellenhälfte. 1947 gegen Titelverteidiger Malmö FF im Pokalfinale noch unterlegen, gewann der Klub beim dritten Einzug ins Pokalfinale durch einen 1:0-Erfolg über Landskrona BoIS der erste Gewinn der Trophäe. Während die Liga in der Spielzeit 1949/50 von Malmö FF dominiert wurde – die Mannschaft konnte ohne Niederlage die Meisterschaft gewinnen und spielte nur zweimal unentschieden – verteidigte AIK den Pokal durch einen 3:2-Finalsieg über Helsingborgs IF.

#### Zwischen Europapokal und zweiter Liga (1950–1974)
| Abstieg und Rückkehr in die erste Liga                                               |       |             |
| Saison                                                                               | Platz | ø Zuschauer |
| 1950/51                                                                              | 11.   | 16.840      |
| 1951/52                                                                              | 1.    | 7.281       |
| 1952/53                                                                              | 5.    | 15.093      |
| 1953/54                                                                              | 4.    | 20.744      |
| 1954/55                                                                              | 3.    | 17.898      |
| 1955/56                                                                              | 5.    | 17.410      |
| 1956/57                                                                              | 6.    | 14.315      |
| 1957/58                                                                              | 9.    | 11.065      |
| 1959                                                                                 | 10.   | 13.641      |
| 1960                                                                                 | 6.    | 09.970      |
| 1961                                                                                 | 11.   | 13.136      |
| 1962                                                                                 | 1.*   | 04.932      |
| 1963                                                                                 | 3.    | 17.624      |
| 1964                                                                                 | 7.    | 13.565      |
| 1965                                                                                 | 3.    | 15.775      |
| 1966                                                                                 | 5.    | 10.290      |
| 1967                                                                                 | 5.    | 10.245      |
| 1968                                                                                 | 10.   | 09.265      |
| 1969                                                                                 | 9.    | 08.206      |
| 1970                                                                                 | 9.    | 08.643      |
| 1971                                                                                 | 7.    | 11.136      |
| 1972                                                                                 | 2.    | 12.036      |
| 1973                                                                                 | 5.    | 09.522      |
| 1974                                                                                 | 2.    | 10.422      |
| Hellgrau: Spielzeiten in der Allsvenskan; Dunkelgrau: Spielzeiten in der Division 2. |       |             |

Der Olympiasieg 1948 und der Erfolg mit dem dritten Platz bei der Weltmeisterschaft 1950 führten zu einem Umbruch im Personal. Reihenweise köderten südeuropäische Klubs schwedische Spieler. Vor allem in Italien und Spanien, aber auch in Frankreich wurde bereits Profifußball gespielt, während in Schweden wie in vielen anderen europäischen Ländern noch am Amateurstatus des Sports festgehalten wurde. Auch AIK verlor nach 1948 einige Leistungsträger wie Henry Carlsson, Bror Mellberg oder Sune Andersson. So fand sich der Klub in der Spielzeit 1950/51, als die Hälfte der 22 eingesetzten Spieler Debütanten oder Neulinge bei AIK waren, im Abstiegskampf wieder und stieg trotz eines sensationellen 1:0-Erfolges über den seit 25 Monaten ungeschlagenen und bereits als Meister feststehenden Malmö FF aufgrund des gleichzeitigen 2:0-Erfolgs von Örebro SK über IF Elfsborg (IFE) im Duell der direkten Konkurrenten aufgrund des schlechteren Torverhältnisses gegenüber IFE ab.
In der zweitklassigen Division 2 dominierte AIK das Geschehen und stieg mit nur einer Saisonniederlage direkt wieder auf. In der ersten Liga setzte der Klub den Erfolg fort und etablierte sich nicht zuletzt dank des Sturmduos Kurt Hamrin und Ingvar Olsson, das in der Spielzeit 1953/54 zusammen 31 der 47 Saisontore erzielte, in der vorderen Tabellenhälfte. In der folgenden Spielzeit überragte Hamrin zudem mit 22 Saisontoren die Konkurrenz in der Liga und ergatterte als dritter AIK-Spieler in der Geschichte der Allsvenskan den Titel des Torschützenkönigs, was auch dem Klub als Tabellendrittem zugutekam. Später verließ mit ihm erneut ein Leistungsträger den Klub in Richtung Südeuropa. Der neue Arbeitgeber des Stürmers, der in seiner letzten Spielzeit für AIK noch einmal in zwölf Spielen 13 Tore erzielen konnte, wurde Juventus Turin.
Der Erfolg der schwedischen Nationalmannschaft bei der Weltmeisterschaft 1958 im eigenen Land machte sich vor allem in Spielzeit 1959 bemerkbar, die Allsvenskan verbuchte einen Zuschauerrekord nach dem anderen. Auch das Råsundastadion war erstmals bei einem Ligaspiel ausverkauft – das Derby gegen Djurgårdens IF war jedoch für AIK offiziell ein Auswärtsspiel. Sportlich befand sich die Fußballmannschaft von AIK wie im Vorjahr im Abstiegskampf, erst am vorletzten Spieltag gelang die Rettung. Djurgårdens IF gewann abermals den Meistertitel und machte damit die 1950er Jahre endgültig zum Jahrzehnt des Lokalrivalen. Auch in den folgenden Jahren im Abstiegskampf befindlich war 1961 der Abstieg nicht mehr zu vermeiden: als Tabellenvorletzter musste die Mannschaft abermals in die zweite Liga.
Nach dem Abstieg aus der ersten Liga kam es in der Führung der Fußballabteilung zum kompletten Umbruch, sowohl Vorsitzender, Teamchef als auch Trainer wurden ausgewechselt. Der ehemalige Bandynationalspieler „Moggli“ Gustafsson übernahm das Training und führte den Klub als Meister der Division II Svealand in die Aufstiegsrunde. Dort traf sie auf IFK Holmsund, Landskrona BoIS und IS Halmia. Einer 3:1-Erfolg über IFK Holmsund folgte eine 1:3-Niederlage gegen Landskrona BoIS, so dass AIK mit einem Torverhältnis von 4:4 nur knapp vor den punktgleichen Landskrona BoIS mit einem Verhältnis von 3:4 stand. Am letzten Spieltag entwickelte sich ein spannender Zweikampf in den parallel ablaufenden Partien, die beide auf neutralem Platz ausgetragen wurden. In der 18. Spielminute schoss Lennart Backman AIK in Führung. Auch Landskrona BoIS erzielte kurze Zeit später das 1:0, kassierte aber fast im Gegenzug den Ausgleich. In den Schlussminuten überschlugen sich die Ereignisse: In der 83. Minute ging BoIS abermals im Führung und überflügelte nur zwei Minuten später mit dem 3:1 AIK. In letzter Minute – das andere Spiel war schon abgepfiffen – erzielte Benny Söderling nach einem weiten Ball von Inge Bengtsson den 2:0-Siegtreffer, mit dem AIK wieder vor Landskrona BoIS war und in die Allsvenskan aufstieg.
In den folgenden Jahren schwankte die Mannschaft in der schwedischen Eliteserie zwischen Titel- und Abstiegskampf. Nachdem sich der Klub mit Lars Sjöström und Owe Ohlsson verstärkte, trat er im Sommer 1964 als Teilnehmer des Messepokals erstmals bei einem europäischen Wettbewerb an. In der ersten Runde setzte sich die Mannschaft nach einem 3:1-Auswärtssieg und einem 0:0-Unentschieden gegen Daring Molenbeek durch, in der zweiten Runde folgte bereits das Aus gegen den Schweizer Vertreter Servette FC Genève. Das Hinspiel wurde zwar mit 2:1 gewonnen, eine deutliche 1:4-Niederlage im Rückspiel in Genf bedeutete den Abschied vom internationalen Parkett. In den folgenden Spielzeiten konnte erneut nicht an den Aufwärtstrend angeknüpft werden. Höhepunkte im Jahr 1966 bildeten ein Spiel im Rahmen des Intertoto-Cups gegen Górnik Zabrze, bei dem knapp 80.000 Zuschauer in Polen für eine Rekordkulisse bei einem AIK-Spiel sorgten, und eine Partie gegen die brasilianische Nationalmannschaft, die zur Vorbereitung auf die Weltmeisterschaft 1966 in Schweden gastierte. Die Mannschaft um Stars wie Pelé, Garrincha oder Tostão feierte einen 4:2-Erfolg.
Das Ende der 1960er Jahre erlebte AIK im Abstiegskampf. Teilweise gelang erst am letzten Spieltag die Rettung, in der Spielzeit 1968 rettete nur das bessere Torverhältnis. In der Spielzeit 1971 konnte sich AIK erstmals wieder aus dem Abstiegskampf heraushalten, landete wegen fehlender Konstanz aber nur im Niemandsland der Tabelle. Vor der Spielzeit 1972 verabschiedeten sich mit Owe Ohlsson und Jim Nildén zwei langjährige Leistungsträger von der Mannschaft und beendeten ihre Karriere. Als Ersatz verpflichtete der Klub Rolf Zetterlund und Torbjörn Ek, die die entstandenen Lücken ausfüllten und den Klub zur besten Saison seit dem Meistertitel 1937 führten. Mit einer Saisonniederlage und zehn Unentschieden belegte AIK den zweiten Platz hinter Åtvidabergs FF. Durch diesen Erfolg meldete man sich im Europapokal zurück. Im UEFA-Pokal 1973/74 scheiterte die Mannschaft in der ersten Runde an B.93 Kopenhagen nach einer 1:2-Auswärtsniederlage im Hinspiel durch ein 1:1-Unentschieden.
Abermals kam es vor der folgenden Spielzeit zu einem Umbruch in der Mannschaft und nach dem Abschied von Szepanski, Ek und Jörgen Bengtsson gelang der Elf um Sanny Åslund, Zugängen wie Jan-Olof Wallgren oder Nachwuchstalenten wie Tommy Lundh die Vizemeisterschaft. Dennoch wurde kein AIK-Spieler im Sommer bei der Weltmeisterschaft 1974 berücksichtigt.

#### Titelgewinne und zweite Liga (1975–1990)
| Pokaltriumph und Abstieg | Pokaltriumph und Abstieg | Pokaltriumph und Abstieg |
| Saison | Platz                    | ø Zuschauer              |
| --- | ------------------------ | ------------------------ |
| 1975 | 5.                       | 10.192                   |
| 1976 | 7.                       | 08.204                   |
| 1977 | 11.                      | 09.324                   |
| 1978 | 7.                       | 06.184                   |
| 1979 | 13.                      | 07.403                   |
| 1980 | 1.                       | 05.739                   |
| 1981 | 8.                       | 06.479                   |
| 1982 | 11.1                     | 05.872                   |
| 1983 | 1.2                      | 06.665                   |
| 1984 | 2.3                      | 07.618                   |
| 1985 | 5.                       | 06.367                   |
| 1986 | 3.4                      | 05.438                   |
| 1987 | 9.                       | 04.433                   |
| 1988 | 10.                      | 05.087                   |
| 1989 | 8.                       | 04.059                   |
| 1990 | 8.                       | 05.014                   |
| 1991 | 4./6.5                   | 06.933                   |
| 1992 | 4./1.5                   | 05.216                   |
| 1993 | 3.                       | 06.974                   |
| 1994 | 6.                       | 05.233                   |
| 1995 | 8.                       | 06.967                   |
| 1996 | 4.                       | 06.095                   |
| 1997 | 8.                       | 06.764                   |
| 1998 | 1.                       | 11.112                   |
| Hellgrau: Spielzeiten in der Allsvenskan; Dunkelgrau: Spielzeit in der Division 2. 1Sieg in der Relegation. 2Halbfinale in der Meisterschaftsendrunde. 3Viertelfinale in der Meisterschaftsendrunde. 4Finale in der Meisterschaftsendrunde. 5Erste Zahl Platzierung reguläre Saison, zweite Zahl Platzierung Mästerskapsserien. |                          |                          |

In der Liga blieb AIK in der zweiten Hälfte der 1970er Jahre weiterhin unbeständig. Dies zeigte sich auch in der Anzahl der Trainer, innerhalb von fünf Jahren waren sechs verschiedene Übungsleiter beim Verein angestellt. Nachdem Kurt Liander den erfolglosen Keith Spurgeon ersetzt hatte, gelang dessen Nachfolger Lars-Oscar Nilsson 1976 der Einzug ins Pokalfinale gegen Landskrona BoIS. Nach einem 1:1-Unentschieden in Landskrona kam es zum Wiederholungsspiel im Råsundastadion, wo mit einem 3:0-Sieg der dritte Pokaltriumph der Vereinsgeschichte erreicht wurde. Im Europapokal der Pokalsieger 1975/76 gelang Galatasaray Istanbul nach einer 1:2-Heimniederlage zwar mit einem 1:1-Unentschieden in Istanbul ein Achtungserfolg, dennoch schied die Mannschaft abermals in der ersten Runde aus dem Europapokal aus.
Trotz des Pokalsiegs wurde mit Gunnar Nordahl nach Saisonende ein neuer Übungsleiter vorgestellt, unter dem erst in den letzten Saisonspielen der Klassenerhalt sichergestellt wurde. Mit einer Großinvestition vor der Spielzeit 1979 wollte AIK wieder in den Kreis der schwedischen Topmannschaften zurückkehren. Als Trainer wurde Jens Lindblom zurückgeholt, der den Klub bereits Anfang des Jahrzehnts vier Jahre lang betreut hatte. Zudem verpflichtete der Klub mit dem Trio Jyrki Nieminen, Ola Rydstrand und Staffan Isaksson drei etablierte Fußballspieler aus Finnland beziehungsweise Schweden. Nach einem missglückten Saisonstart bewegte sich die Mannschaft über die gesamte Saisondauer in Abstiegsgefahr und stürzte nach einer 0:2-Niederlage gegen Halmstads BK am letzten Spieltag auf einen Abstiegsplatz.
Nach dem dritten Abstieg der Vereinsgeschichte übernahm der vormalige Assistenztrainer Bo Petersson die Mannschaft und schaffte wie bei den Stippvisiten 1952 und 1962 die sofortige Rückkehr in die Allsvenskan. Anders Åslund und Ove Rübsamen verhalfen als erfolgreichste Torschützen zum Meistertitel der Division 2 Norra. Nach dem gelungenen Wiederaufstieg verpflichtete AIK den ehemaligen Spieler Zetterlund, der in den Vorjahren IK Brage aus der dritten Liga in die Spitzengruppe der Allsvenskan geführt hatte, als Trainer. Sicherte er in der Spielzeit 1982 erst in der Relegation gegen den Erzrivalen Djurgårdens IF den Klassenerhalt, dankte er im folgenden Jahr mit dem Einzug in die Meisterschafts-Play-offs als Tabellenerster für das Vertrauen der Vereinsführung, wenngleich die Mannschaft dort im Halbfinale am IFK Göteborg scheiterte.
1985 führte Zetterlund den Verein zu seinem ersten Titelgewinn seit 1976. Im heimischen Råsundastadion gewann die Mannschaft das Pokalfinale im Elfmeterschießen gegen Östers IF, beim zweiten Auftritt im Europapokal der Pokalsieger der Vereinsgeschichte scheiterte sie in der zweiten Runde am tschechoslowakischen Vertreter Dukla Prag. In der Spielzeit 1986 erreichte AIK erstmals das Play-off-Endspiel um die Meisterschaft, vor 7.168 Anhängern siegte AIK im Hinspiel gegen Malmö FF durch ein Elfmetertor von Mats Olausson mit 1:0, im Rückspiel holte sich der Klub aus Malmö durch einen 5:2-Sieg den Meistertitel. Nach Ende der Spielzeit verließ Zetterlund den Klub und ging zu Örebro SK. Unter dem neuen Trainer Nils Andersson konnte das Niveau der letzten Jahre nicht gehalten werden. Die Minimalisten – 15 Toren standen 17 Gegentore gegenüber und sechs Spiele endeten 0:0-Unentschieden – fanden sich im Abstiegskampf wieder, konnten aber die Klasse halten. Nach nur einer Spielzeit wurde daher mit dem ehemaligen Spieler Sanny Åslund ein neuer Übungsleiter verpflichtet, unter dessen Leitung die Mannschaft im hinteren Tabellenbereich blieb. Dennoch stellte der Klub mit Jan Eriksson einen Teilnehmer an der Weltmeisterschaft 1990.
Zum hundertsten Geburtstag des Gesamtvereins verpflichtete der Klub mit Tommy Söderberg einen neuen Trainer und holte die erfahrenen Nationalspieler Peter Larsson, Bernt Ljung und Hans Eskilsson sowie aus der Jugend den späteren Internationalen Pascal Simpson. In einer auf zehn Mannschaften reduzierten regulären Spielzeit erreichte die Mannschaft die Meisterschaftsendrunde der besten sechs Mannschaften, die in Ligaform ausgetragen wurde, und wurde dort mit drei Siegen Letzter. Im Svenska Cupen gelang der Finaleinzug, im Råsundastadion setzte sich IFK Göteborg mit 3:2 nach Verlängerung durch.
Vor der Spielzeit 1992 offenbarte der Klub das ökonomische Ergebnis der Erfolglosigkeit der letzten Jahre und präsentierte einen Schuldenstand von 10 Millionen Kronen. Trotz der Hiobsbotschaft setzte sich die Mannschaft im vorderen Bereich der Tabelle fest und beendete die reguläre Spielzeit als Tabellenvierter. In der Endrunde wurde nach Niederlagen gegen IFK Norrköping IFK Göteborg am drittletzten Spieltag mit einem 2:0-Auswärtserfolg gegen den Konkurrenten Östers IF die Tabellenführung erobert. Nach einem 3:2-Auswärtserfolg bei Malmö FF am letzten Spieltag feierte AIK die neunte Meisterschaft der Vereinsgeschichte. In der Qualifikation zur UEFA Champions League im folgenden Jahr schied der Klub gegen Sparta Prag aus.
Söderberg wechselte zum Svenska Fotbollförbundet, mit Nachfolger Hans Backe erreichte die Mannschaft im UEFA-Pokal 1994/95 die 2. Runde, in der sie nach zwei Niederlagen am späteren Sieger des Wettbewerbs, dem AC Parma, scheiterte und das Pokalfinale, das mit 1:3 gegen Halmstads BK verloren ging. Nach Saisonende wurde er durch Erik Hamrén ersetzt, der den Klub zum zweiten Pokalfinale in Folge führte, das durch einen 1:0-Erfolg gegen Malmö FF gewonnen wurde. Im Europapokal der Pokalsieger 1996/97 konnte AIK nach Erfolgen über KR Reykjavík und Olympique Nîmes erstmals im Europapokal überwintern. Im Viertelfinale musste die Mannschaft vor knapp 75.000 Zuschauern in Camp Nou gegen den FC Barcelona antreten. Simpson sorgte für einen Paukenschlag, als er die schwedische Mannschaft früh in Führung schoss. Allerdings drehte der spätere Titelgewinner das Spiel und setzte sich im Heimspiel mit 3:1 durch. Im Rückspiel erreichte AIK ein 1:1-Unentschieden, das Spiel brachte dem Verein einen Gewinn von über sechs Millionen Kronen. Nach den beiden Spielen gegen FC Barcelona galt AIK in der Spielzeit 1997 als einer der Favoriten auf den Meistertitel, nach einer mittelmäßigen Spielzeit in der Liga blieb die Titelverteidigung im Pokal. Im Europapokal der Pokalsieger 1997/98 scheiterte die Mannschaft bereits in der ersten Runde nach Verlängerung an Primorje Ajdovščina aus Slowenien.
Trotz zweier Pokalerfolge endete nach zwei Jahren die Amtszeit Hamréns und Stuart Baxter wurde als Nachfolger verpflichtet. Nach einem mäßigen Saisonstart holte AIK in der Spielzeit 1998 trotz minimalistischer Torausbeute mit 25 Toren in 26 Saisonspielen den zehnten Meistertitel der Vereinsgeschichte. Am letzten Spieltag konnte durch einen 1:0-Erfolg über Örgryte IS nach einem Tor von Alexander Östlund der bisherige Tabellenführer Helsingborgs IF überflügelt werden, der gegen den bereits feststehenden Absteiger BK Häcken unterlag.

#### Börsengang, Champions League und Abstieg (1999–2004)
| Börsengang, Champions League und Abstieg |       |             |
| Saison                                   | Platz | ø Zuschauer |
| 1999                                     | 2.    | 13.521      |
| 2000                                     | 3.    | 14.474      |
| 2001                                     | 3.    | 15.496      |
| 2002                                     | 5.    | 16.551      |
| 2003                                     | 5.    | 17.302      |
| 2004                                     | 13.   | 13.880      |

Im März 1999 wurde die Fußballabteilung als Aktiengesellschaft ausgegliedert. Beim Börsengang der AIK Fotboll AB unter Leitung der Svenska Handelsbanken wurden knapp 60 Millionen Kronen erlöst. Einen Großteil der Summe verwendete der Verein, um die Verluste der Eishockeymannschaft auszugleichen.
Im Mai des Jahres gelang der vierte Titel in Folge, als gegen IFK Göteborg durch einen 1:0-Sieg im Hinspiel und ein anschließendes 0:0-Unentschieden der Pokal geholt wurde. In einem Zweikampf mit Helsingborgs IF um die Meistertrophäe zog AIK mit einem Punkt Rückstand den Kürzeren. In einer an Höhepunkten nicht armen Spielzeit glänzte die Mannschaft zudem in der Champions League. In der zweiten Runde traf AIK auf Dnepr Mahiljou aus Belarus und zog durch zwei Siege in die dritte Runde ein. Dort ging es gegen den griechischen Meister AEK Athen. Nach einem 0:0-Unentschieden in Athen erzielte Nebojša Novaković im Rückspiel vor 31.115 Zuschauern das goldene Tor, das dem Verein Eintritt in die Gruppenphase verschaffte. Hier stand AIK illustren Gegnern wie der AC Florenz, dem FC Arsenal und FC Barcelona entgegen. Gleich im ersten Spiel gegen FC Barcelona stand AIK kurz vor der Sensation. Lange Zeit stand es 0:0, ehe Novaković in der 72. Spielminute mit einem sehenswerten Lupfer die Schweden in Führung schoss. In der 86. Minute konnte die spanische Mannschaft durch Abelardo ausgleichen, ehe Dani in der Nachspielzeit den FC Barcelona zum Sieg schoss. Beim zweiten Spiel trat AIK als erste schwedische Klubmannschaft im Wembley-Stadion an. Auch dieses Spiel wurde unglücklich verloren. Die Arsenal-Führung durch den Schweden Freddie Ljungberg konnte Krister Nordin in der 53. Spielminute ausgleichen und es sah bis kurz vor Schluss nach einem 1:1-Unentschieden aus. Durch Treffer von Thierry Henry und Davor Šuker abermals in der Nachspielzeit endete das Spiel mit einer 1:3-Niederlage für AIK. Im dritten Spiel gegen die AC Florenz gelang mit einem 0:0-Unentschieden der erste Punktgewinn in der Gruppenphase, das Rückspiel in Italien wurde mit 0:3 jedoch deutlich verloren. Nach einer deutlichen 0:5-Niederlage in Camp Nou war jede Chance auf ein Weiterkommen verspielt und mit einer 2:3-Heimniederlage gegen Arsenal durch zwei Tore von Andreas Andersson, der im Sommer für eine Rekordablöse von 19,5 Millionen Kronen verpflichtet worden war, verabschiedete sich AIK aus dem Wettbewerb.
In den folgenden Jahren hielt sich AIK zunächst in der Spitzengruppe und erreichte zweimal das Pokalfinale, das jedoch gegen Örgryte IS bzw. IF Elfsborg verloren ging. 2002 beschäftigte der Klub mit Olle Nordin, Peter Larsson und dem Tschechen Dušan Uhrin drei Trainer und erreichte mit dem fünften Rang einen Platz im vorderen Mittelfeld. Das zum achten Mal innerhalb von elf Jahren erreichte Pokalfinale wurde gegen den Lokalrivale Djurgårdens IF verloren. Nach Saisonende kehrte Uhrin nach Tschechien zurück und Richard Money übernahm die Mannschaft. Nachdem AIK jahrelang im vorderen Bereich mitspielen konnte, folgte in der Spielzeit 2004 der Absturz. Bereits in der Vorbereitung konnte die Mannschaft nicht überzeugen und nach einem 0:0-Unentschieden am dritten Spieltag trat Money von seinem Amt zurück. Jedoch konnte Nachfolger Patrick Englund den Abwärtstrend nicht bremsen und am vorletzten Spieltag stand nur sechs Jahre nach dem letzten Meistertitel der Abstieg in die Superettan fest.

#### Neustart in der zweiten Liga, Aufstieg und Doublegewinn (seit 2005)
| Neustart in der zweiten Liga und Aufstieg                                          |       |             |
| Saison                                                                             | Platz | ø Zuschauer |
| 2005                                                                               | 1.    | 11.871      |
| 2006                                                                               | 2.    | 21.434      |
| 2007                                                                               | 5.    | 20.465      |
| 2008                                                                               | 5.    | 0           |
| 2009                                                                               | 1.    | 0           |
| 2010                                                                               | 5.    | 0           |
| 2011                                                                               | 2.    | 0           |
| 2012                                                                               | 4.    | 0           |
| 2013                                                                               | 2.    | 0           |
| 2014                                                                               | 3.    | 16.446      |
| 2015                                                                               | 3.    | 20.983      |
| 2016                                                                               | 2.    | 16.430      |
| 2017                                                                               | 2.    | 17.807      |
| 2018                                                                               | 1.    | 23.664      |
| 2019                                                                               | 4.    | 18.969      |
| 2020                                                                               | 9.    | 0           |
| 2021                                                                               | 2.    | 10.209      |
| 2022                                                                               | 5.    | 24.124      |
| 2023                                                                               | 11.   | 25.740      |
| 2024                                                                               | 3.    | 28.589      |
| Hellgrau: Spielzeiten in der Allsvenskan; Dunkelgrau: Spielzeit in der Superettan. |       |             |

Auch der vierte Aufenthalt von AIK seit Gründung der Allsvenskan 1924 in der zweiten Liga dauerte nur ein Jahr. Zwar startete die Mannschaft unter dem neuen Trainer Rikard Norling mit zwei Niederlagen aus den ersten drei Saisonspielen, in der Folge konnte jedoch eine Serie von Spielen ohne Niederlage gestartet werden. Am zehnten Spieltag stand AIK zum ersten Mal auf einem Aufstiegsplatz und der zweite Platz blieb die schlechteste Platzierung bis zum Saisonende. Am Ende wurde die Zweitligameisterschaft mit neun Punkten Vorsprung auf den Zweitplatzierten Östers IF gewonnen.
In der Erstligaspielzeit 2006 wusste der Aufsteiger AIK zu überraschen und hielt sich als zwischenzeitlicher Tabellenführer. Am Saisonende fehlte bei besserem Torverhältnis gegenüber IF Elfsborg ein Punkt zum elften Meistertitel der Vereinsgeschichte. In den folgenden beiden Jahren konnte nicht an diesen Erfolg angeknüpft werden und AIK verpasste jeweils als Tabellenfünfter die Royal League. Für den UEFA-Cup qualifizierte sich der Klub nach Triumphen gegen Glentoran FC (1. Qualifikationsrunde) sowie FK Liepājas Metalurgs (2. Qualifikationsrunde). In der 1. Runde scheiterte Solna knapp an Hapoel Tel Aviv. Es war auch die vorerst letzte Saison, in der AIK Solna im Europapokal vertreten war. Im November 2008 trennte sich der Klub daher von Norling und ersetzte ihn durch den ehemaligen Jugendtrainer Mikael Stahre.
Stahre führte die Mannschaft zurück in die Erfolgsspur. Über weite Strecken der Spielzeit 2009 lieferte sich AIK einen Zweikampf mit IFK Göteborg um die Meisterschaft. Am letzten Spieltag kam es bei einem Punkt Vorsprung für AIK zum direkten Duell der Konkurrenten, das AIK durch Tore von Antônio Flávio und Daniel Tjernström mit einem 2:1-Sieg für sich entscheiden konnte und somit den elften Meistertitel der Vereinsgeschichte holte. Eine Woche nach Saisonende trafen sich die Mannschaften zudem im Pokalfinale, das AIK nach Toren von Flávio und Mauro Iván Óbolo mit einem 2:0-Erfolg für sich entscheiden konnte. Somit gewann die Mannschaft erstmals in ihrer Vereinsgeschichte das Double, dem im März des folgenden Jahres durch ein Tor von Flávio mit einem 1:0-Erfolg über IFK Göteborg der Gewinn des Supercupen folgte.
In der anschließenden Spielzeit kümmerten sich drei verschiedene Trainer um die Geschicke der AIK-Fußballmannschaft: Nachdem Stahre Ende April den in Abstiegsgefahr geratenen Klub zum griechischen Erstligisten Panionios Athen verlassen hatte, übernahm zunächst bis zum Sommer der bisherige Sportchef Björn Wesström, ehe in der Sommerpause der Schotte Alex Miller als neuer Trainer vorgestellt wurde. Unter dessen Leitung blieb die Mannschaft zwar in der Liga, dennoch demissionierte er nach Saisonende. In der Qualifikation zur Champions League, für die sich AIK als Meister qualifiziert hatte, setzte sich die Mannschaft gegen Jeunesse Esch (2. Qualifikationsrunde) durch, schied jedoch dann gegen Rosenborg Trondheim (3. Qualifikationsrunde) aus. In der Barrage zur Europa League schieden die Schweden dann knapp gegen Levski Sofia aus. Anschließend bemühte sich der Klub um verschiedene Trainer, ehe Mitte Dezember der ehemalige Spieler und vormalige Assistenztrainer Andreas Alm zum Cheftrainer befördert wurde. In der Qualifikation zur Europa League qualifizierte sich Solna nach nacheinander folgenden Triumphen gegen FH Hafnarfjörður (2. Qualifikationsrunde), Lech Posen (3. Qualifikationsrunde) sowie überraschenderweise gegen ZSKA Moskau (Barrage) erstmals seit 2007/08 für den Europapokal. In der Gruppenphase der Europa League traf die Mannschaft auf den SSC Neapel, Dnipro Dnipropetrowsk und auf die PSV Eindhoven. Gegen die Niederländer blieb der Klub unbesiegt und feierte mit einem 1:0-Heimerfolg einen Sieg, letztlich belegte die Mannschaft aber mit den hieraus resultierenden vier Punkten den letzten Platz der Gruppe.

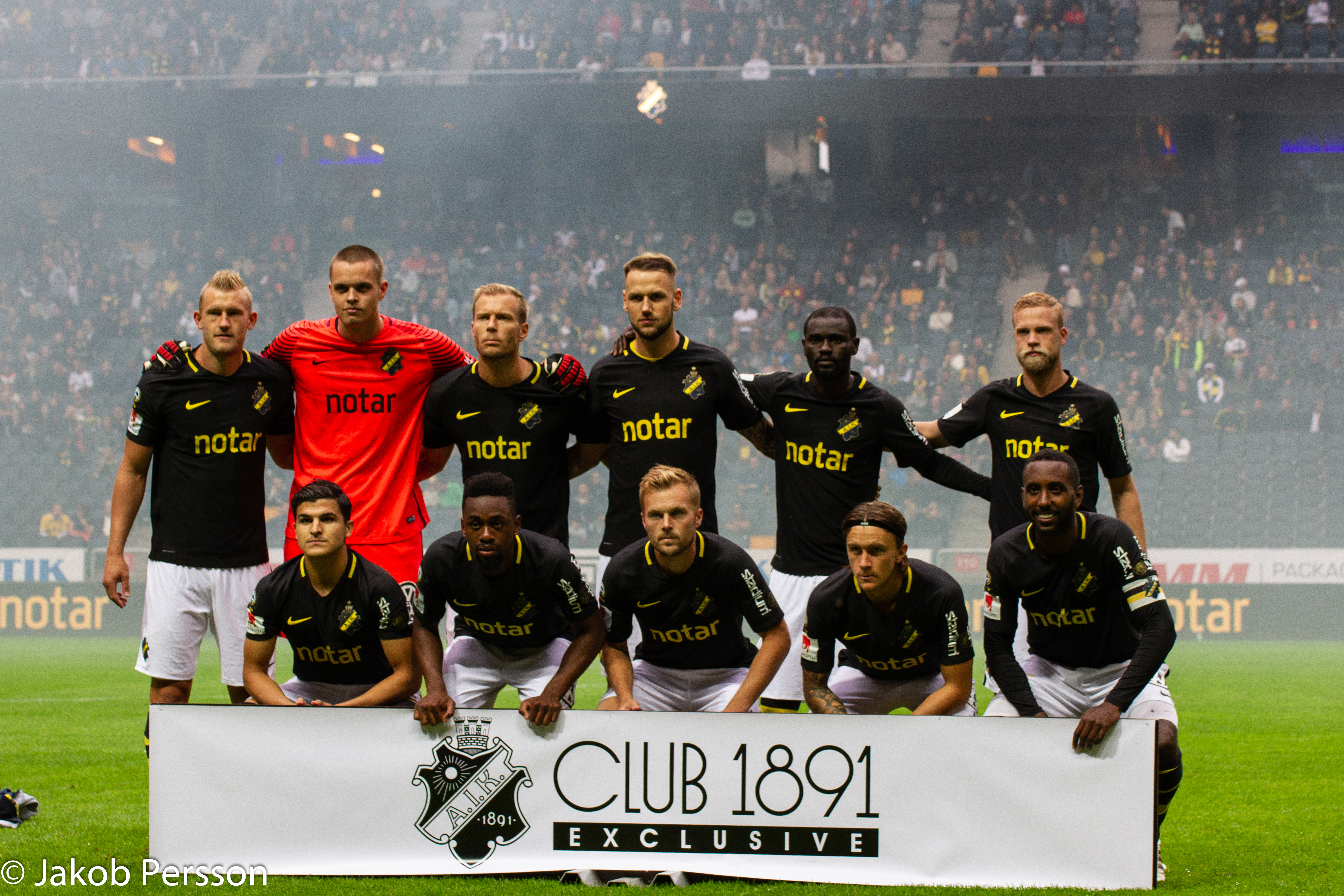
Startelf von AIK im Ligaspiel gegen IF Elfsborg in der Meistersaison 2018 (12. August 2018)

Unter Alm gehörte der Klub wieder dauerhaft zu den führenden Klubs in der Meisterschaft, schlechteste Platzierung während seiner Amtszeit war der mit der Nicht-Teilnahme an einem europäischen Wettbewerb verbundene vierte Tabellenrang in der Spielzeit 2012. Nach einem mittelmäßigen Saisonstart wurde er wenige Tage nach dem achten Spieltag der Spielzeit 2016 auf dem neunten Tabellenplatz rangierend trotz eines 3:2-Auswärtserfolgs beim Göteborger Klub BK Häcken von seinen Aufgaben beim AIK entbunden. Nachfolger wurde der Rückkehrer Rikard Norling, der den Klub bis zum Saisonende hinter Malmö FF zur Vizemeisterschaft führte. Nachdem mit demselben Ergebnis die folgende Spielzeit geendet hatte, gewann der Klub in der Spielzeit 2018 den zwölften Meistertitel der Vereinsgeschichte. Dies gelang ohne „Dauerbrenner“ Nils-Eric Johansson, der seit seiner Verpflichtung 2007 fast 300 Meisterschaftsspiele für den Klub bestritten hatte und zeitweise als Mannschaftskapitän aufgelaufen war, jedoch nach Herzproblemen aus Gesundheitsgründen seine Karriere Anfang 2018 hatte beenden müssen. Die Mannschaft um aktuelle wie ehemalige Nationalspieler ihres Landes wie Sebastian Larsson, Per Karlsson, Nabil Bahoui, Tarik Elyounoussi, Kristoffer Olsson und Enoch Kofi Adu distanzierte im Duell mit IFK Norrköping den Konkurrenten um zwei Punkte. Auch in der folgenden Spielzeit gehörte die Mannschaft, die in der 2. Qualifikationsrunde der UEFA Champions League 2019/20 aufgrund der Auswärtstorregel am slowenischen Meister NK Maribor scheiterte und anschließend in den Play-offs zur Gruppenphase der UEFA Europa League 2019/20 zwei Niederlagen gegen Celtic Glasgow kassierte, wiederum zur Spitzengruppe, mit dem vierten Tabellenplatz, vier Punkte hinter dem Erzrivalen und Meister Djurgårdens IF, wurde jedoch das schlechteste Ergebnis seit 2012 erreicht und damit der erneute Einzug in den Europapokal verpasst.

### Persönlichkeiten

#### Spieler
Als Verein mit einer langen Tradition und langjähriger Erstligist spielten und spielen etliche Nationalspieler und andere internationale und nationale Topspieler bei AIK. Zudem stellte die Mannschaft mit Sven Dahlkvist 1984 den Gewinner des Guldbollen.

##### Spieler in der Allsvenskan
Der Verein veröffentlicht auf seiner Website die AIK-Allsvenskan-Mannschaft aller Zeiten. In sie wurden die elf Spieler aufgenommen, die die meisten Spiele für den Verein in der ersten schwedischen Liga bestritten. Zudem gibt es eine „Ersatzbank“ mit neun weiteren Spielern. Von den 20 Spielern der Liste ist Daniel Tjernström, der seit 1997 für AIK in der Allsvenskan spielt, als einziger noch aktiv.
- Gustav Sjöberg (321 Spiele 1932–1950)
- Göran Göransson (268 Spiele 1974–1990)
- Sven Dahlkvist (256 Spiele 1975–1987)
- Börje Leander (249 Spiele 1938–1953)
- Sven Andersson (235 Spiele 1928–1940)
- Gary Sundgren (227 Spiele 1988–2003)
- Erik Persson (222 Spiele 1929–1942)
- Krister Nordin (222 Spiele 1992–2004)
- Björn Kindlund (208 Spiele 1981–1993)
- Erik Almgren (197 Spiele 1947–1959)
- Lennart Carlsson (196 Spiele 1947–1959)
- Yngve Leback (196 Spiele 1971–1978)
- Thomas Lagerlöf (195 Spiele 1990–2001)
- Henry Carlsson (192 Spiele 1939–1949)
- Björn Lundberg (186 Spiele 1967–1979)
- Lennart Backman (173 Spiele 1959–1966)
- Daniel Tjernström (173 Spiele seit 1999)
- Walter Skiöld (170 Spiele 1933–1942)
- Per Kaufeldt (170 Spiele 1924–1934)
- Harry Nilsson (167 Spiele 1941–1951)

Stand 31. Dezember 2007

##### Die erfolgreichsten Erstliga-Torschützen
Seit Beginn der Allsvenskan 1924 haben mit Per Kaufeldt und Erik Persson zwei Spieler mehr als hundert Ligatore für AIK erzielt, zehn Spielern des Klubs gelangen während ihrer Vereinszugehörigkeit mindestens 50 Treffer in der schwedischen Eliteserie:
| Name           | Tore |
| -------------- | ---- |
| Per Kaufeldt   | 1220 |
| Erik Persson   | 1020 |
| Henry Carlsson | 97   |
| Ernst Wahlberg | 93   |
| Ingvar Olsson  | 70   |
| John Nilsson   | 62   |
| Yngve Leback   | 57   |
| Kurt Hamrin    | 54   |
| Axel Nilsson   | 53   |
| Sanny Åslund   | 50   |

##### WM-Teilnehmer
Elf Spieler wurden bisher während ihrer Zeit bei AIK zu einem Weltmeisterschaftsturnier eingeladen. Neben neun schwedischen Spielern, seitdem mit Sven Andersson bei dem Weltmeisterschaftsturnier 1934 der erste AIKler bei einer Endrunde war, gehörten bei der Weltmeisterschaft 2006 mit Derek Boateng ein ghanaischer Nationalspieler und mit Celso Borges bei der Weltmeisterschaft 2014 ein costa-ricanischer Nationalspieler zu den ausgewählten Spielern. Letzterer sowie Sune Andersson bestritten dabei jeweils mit fünf Spielen die meisten Partien, Andersson ist mit zwei Toren zudem der treffsicherste unter den elf Akteuren.
| Name              | Turniere   | Spiele | Tore |
| ----------------- | ---------- | ------ | ---- |
| Sven Andersson    | 1934       | 2      | 0    |
| Erik Almgren      | 1938       | 3      | 0    |
| Erik Persson      | 1938       | 1      | 0    |
| Sune Andersson    | 1950       | 5      | 2    |
| Lennart Skoglund  | 1950       | 3      | 0    |
| Bror Mellberg     | 1950, 1958 | 4      | 1    |
| Roland Grip       | 1970       | 3      | 1    |
| Andreas Andersson | 2002       | 4      | 0    |
| Teddy Lučić       | 2002       | 4      | 0    |
| Derek Boateng     | 2006       | 2      | 0    |
| Celso Borges      | 2014       | 5      | 0    |

##### Sonstige
Neben den Spielern, die zahlreiche Spiele für AIK absolviert haben, oder zu Weltmeisterschaften berufen wurde, gelangten weitere Spieler zu nationalem oder internationalem Ehren. Besonders hervorzuheben sind hier die Spieler, die mit dem Klub Titeltriumphe erringen konnten. Zudem gibt es etliche Spieler, die bei AIK ihre Karriere begannen und später im In- und Ausland Anerkennung fanden.
Unter den Spielern, die mit AIK Meister wurden, ist besonders Helge Ekroth zu erwähnen. Dieser gehörte 1911, 1914, 1916 und 1923 zur Meistermannschaft und kann damit als einziger AIK-Fußballspieler vier Meistertitel aufweisen. Dahinter rangieren Karl Ansén (1911, 1914, 1916), Rune Bergström (1914, 1916, 1923) und Theodor Malm (1911, 1914, 1916) mit drei Titelgewinnen.
Die drei Weltmeisterschaftsteilnehmer von 1950, mit denen Schweden Dritter wurde, Andersson, Mellberg und Skoglund, wanderten alle nach dem Turnier nach Italien ab. Skoglund wurde zu einem der großen Stars vom Inter Mailand der 1950er Jahre.
Unter den vielen Schweden, die im Zuge der zunehmenden Internationalisierung des Fußballgeschäfts ins Ausland wechselten, finden sich etliche AIKler. Besondere Bekanntheit erlangten dabei neben Spielern wie den im deutschsprachigen Raum aktiven Sanny Åslund, der in der Bundesliga für Werder Bremen auflief, oder der ehemalige Lauterer Jan Eriksson weitere Akteure, die in den anderen großen europäischen Ligen unter Vertrag standen. Dazu gehören Leute wie die in der Premier League aktiven Magnus Hedman oder Olof Mellberg, der im Sommer 2008 zu Juventus Turin stieß.

#### Trainer
1930 stellte AIK mit dem Österreicher Ferdinand Humenberger erstmals einen festen Trainer ein. Diesem gelang in seinem zweiten Jahr beim Klub der Gewinn der schwedischen Meisterschaft. 1934 übernahm mit dem vormaligen AIK-Spieler Per Kaufeldt erstmals ein Schwede das Traineramt beim Klub. Auch dieser reihte sich 1937 in die Riege der Meistertrainer bei AIK ein. Weitere Meistertrainer waren Tommy Söderberg, der 1992 mit dem Klub den Meistertitel holte, und Stuart Baxter, dem dieses Kunststück 1998 gelang. Mikael Stahre holte 2009 mit dem Verein erstmals das Double aus Meisterschaft und Pokalsieg.
| Dauer        | Name                  | Anmerkungen                                                                                           |
| ------------ | --------------------- | --- |
| 1930–1932    | Ferdinand Humenberger | 1932 Schwedischer Meister                                                                             |
| 1932–1934    | Jimmy Elliott         | |
| 1934–1940    | Per Kaufeldt          | 1937 Schwedischer Meister                                                                             |
| 1940–1944    | Václav Simon          | |
| 1944–1948    | Istvan Wampetits      | |
| 1948–1952    | George Raynor 1       | 1949, 1950 Schwedischer Pokalsieger, 1951 Abstieg in die Division 2, 1952 Aufstieg in die Allsvenskan |
| 1952–1956    | Per Kaufeldt 1        | 1952 Aufstieg in die Allsvenskan                                                                      |
| 1956–1957    | Henry Carlsson        | |
| 1958         | Frank Soo             | |
| 1959         | Eric Persson          | |
| 1960–1961    | Lajos Szendrődi       | 1961 Abstieg in die Division 2                                                                        |
| 1962–1964    | Hilding Gustafsson    | 1962 Aufstieg in die Allsvenskan                                                                      |
| 1965–1966    | Henry Carlsson        | |
| 1967–1968    | Ingemar Ingevik       | |
| 1969–1970    | Torsten Lindberg      | |
| 1971–1974    | Jens Lindblom         | |
| 1975         | Keith Spurgeon        | |
| 1975         | Kurt Liander          | |
| 1976         | Lars-Oscar Nilsson    | 1976 Schwedischer Pokalsieger                                                                         |
| 1977–1978    | Gunnar Nordahl        | |
| 1979         | Jens Lindblom         | |
| 1979–1980    | Bo Petersson          | 1979 Abstieg in die Division 2, 1980 Aufstieg in die Allsvenskan                                      |
| 1981–1986    | Rolf Zetterlund       | 1985 Schwedischer Pokalsieger                                                                         |
| 1987         | Nils Andersson        | |
| 1988–1990    | Sanny Åslund          | |
| 1991–1993    | Tommy Söderberg       | 1992 Schwedischer Meister                                                                             |
| 1994–1995    | Hans Backe            | |
| 1996–1997    | Erik Hamrén           | 1996, 1997 Schwedischer Pokalsieger                                                                   |
| 1998–2000    | Stuart Baxter         | 1998 Schwedischer Meister, 1999 Schwedischer Pokalsieger                                              |
| 2001         | Olle Nordin           | |
| 2002         | Peter Larsson         | |
| 2002         | Dušan Uhrin           | |
| 2003–2004    | Richard Money         | |
| 2004         | Patrick Englund       | 2004 Abstieg in die Superettan                                                                        |
| 2005–2008    | Rikard Norling        | 2005 Aufstieg in die Allsvenskan                                                                      |
| 2009–2010    | Mikael Stahre         | 2009 Schwedischer Meister und Pokalsieger                                                             |
| 2010         | Björn Wesström        | |
| 2010         | Alex Miller           | |
| 2011–2016    | Andreas Alm           | |
| 2016–2020    | Rikard Norling        | 2018 Schwedischer Meister                                                                             |
| 2020–2022    | Bartosz Grzelak       | |
| 2022         | Henok Goitom          | |
| 2022         | Peter Wennberg        | |
| 2023         | Andreas Brännström    | |
| seit 07/2023 | Henning Berg          | |

### Spielstätten
Seit der Gründung der Fußballabteilung im Jahr 1896 hat die Fußballmannschaft verschiedene Austragungsstätten für ihre Heimspiele genutzt. Zunächst spielte sie im Stockholmer Stadtteil Ladugårdsgärdet im Stadtbezirk Östermalm. Alsbald zog man jedoch weiter und auf dem Platz in Lindarängen errang der Klub 1900 den ersten Meistertitel der Vereinsgeschichte.
Bereits 1901 stand jedoch der nächste Umzug der Fußballmannschaft von AIK an. Fortan spielte der Klub auf einem Platz im Idrottsparken, wo heute das Stockholmer Olympiastadion steht. Als dieses 1910 erbaut wurde, musste AIK ausweichen und wechselte erstmals Solna, um auf dem Platz im Stadtteil Råsunda, auf dem mittlerweile das Råsundastadion steht, eine neue Heimstätte zu finden. Nach Beendigung der zweijährigen Bauarbeiten am Olympiastadion wurde dieses Austragungsort der Heimspiele der AIK-Fußballmannschaft. Ab 1924 lief die Mannschaft im Olympiastadion in der Allsvenskan auf und holte hier 1932 den ersten Meistertitel in der schwedischen Eliteserie, den siebten der Vereinsgeschichte.
1936 wendete AIK 100.000 Kronen auf, um sich an den Baukosten für ein neues Nationalstadion in Solna zu beteiligen. Nach dem Vorbild des Highbury im gleichnamigen Londoner Stadtteil wurde das Råsundastadion konzipiert und für 40.000 Zuschauer ausgerichtet. Beim Eröffnungsspiel am 18. April 1937, einem 4:0-Erfolg über Malmö FF, wurde unter den Augen des seinerzeitigen schwedischen Kronprinzen Gustav Adolf mit 24.761 Zuschauern ein neuer Zuschauerrekord in Schweden aufgestellt. Die erste Spielzeit im neuen Stadion konnte der Verein als schwedischer Meister beenden. Zur Weltmeisterschaft 1958 wurde das Stadion erweitert, ehe Mitte der 1980er Jahre eine Renovierung und grundlegende Erneuerung stattfand. Ein letzter Umbau fand 1995 statt. Seither bietet das Stadion 36.608 Zuschauern Platz, davon 38 Behindertenplätze und 309 Plätze in Logen. Zum Jahr 2013 zog der AIK Solna in die neue Friends Arena (heute: Strawberry Arena) mit 51.060 Plätzen um.

### Stadiengalerie

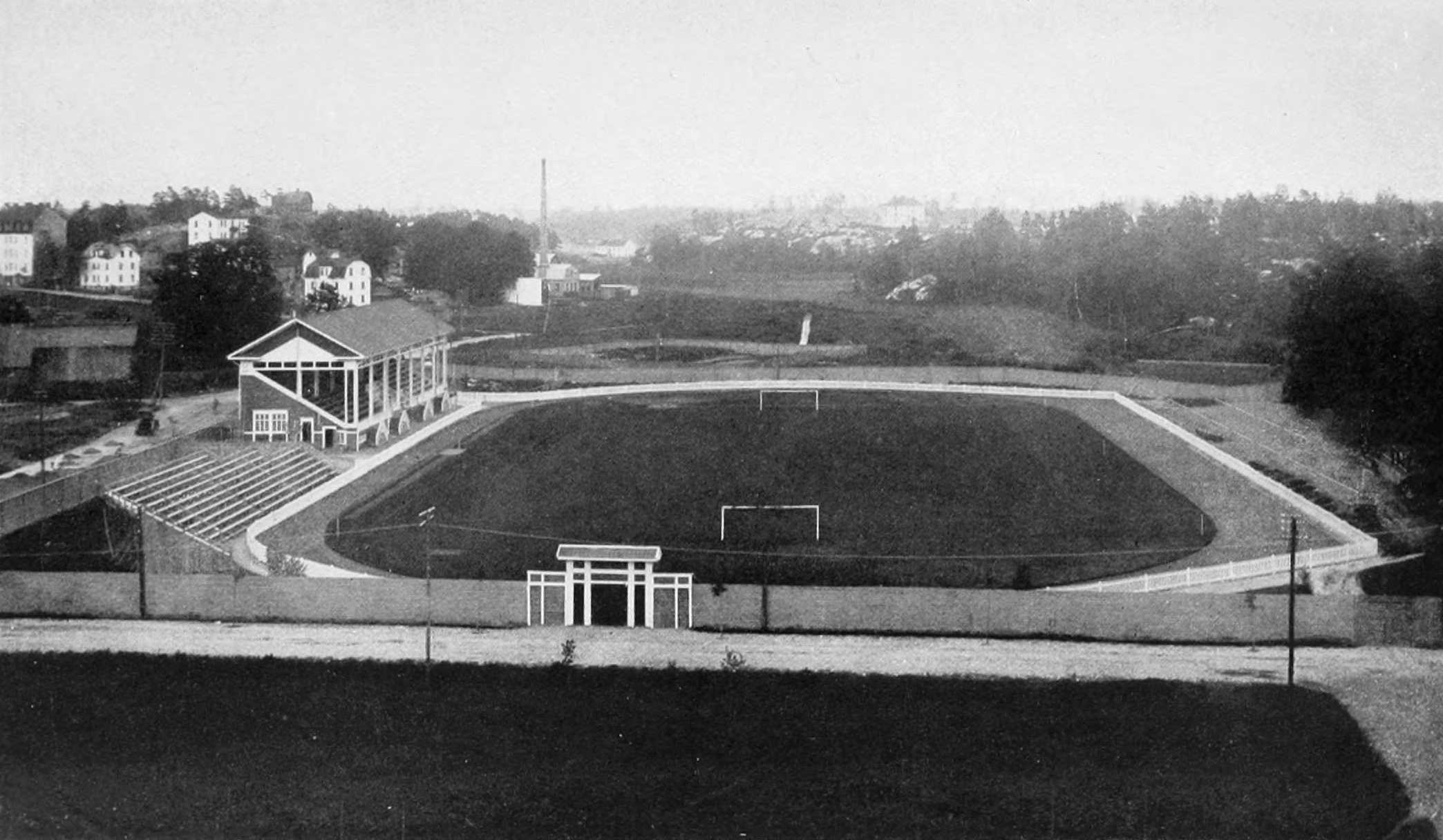
Der Råsunda Idrottsplatts im Jahr 1912
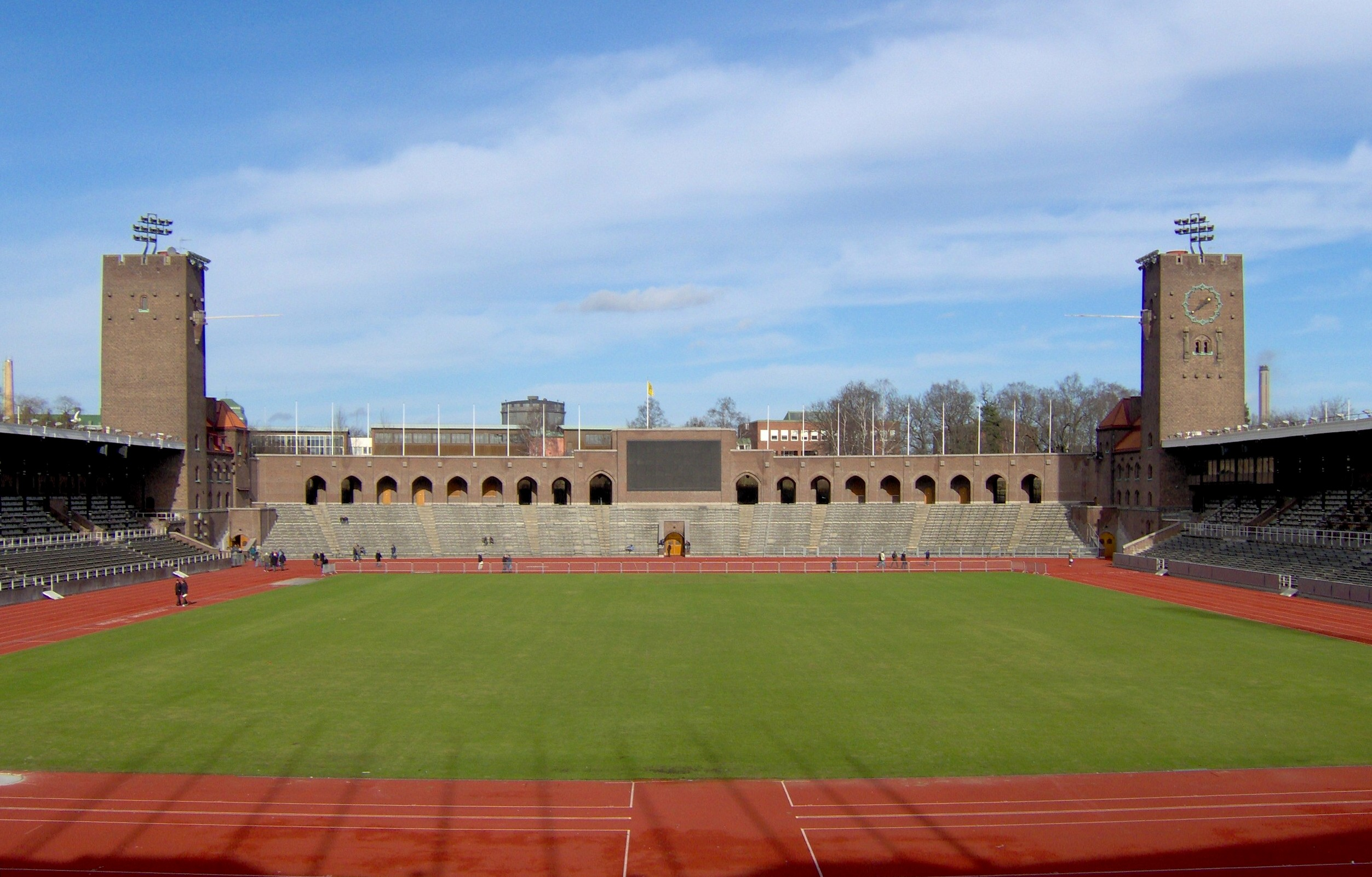
Das Olympiastadion war zwischen 1912 und 1937 Heimatstadion von AIK
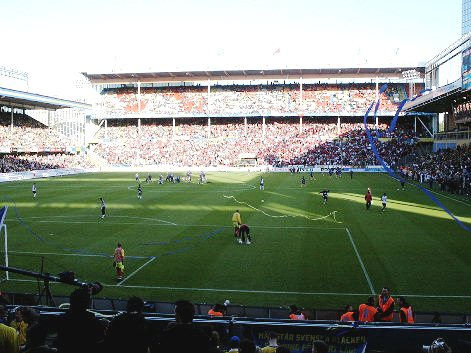
Von 1937 bis 2012 war das Nationalstadion in Råsunda die Heimat von AIK
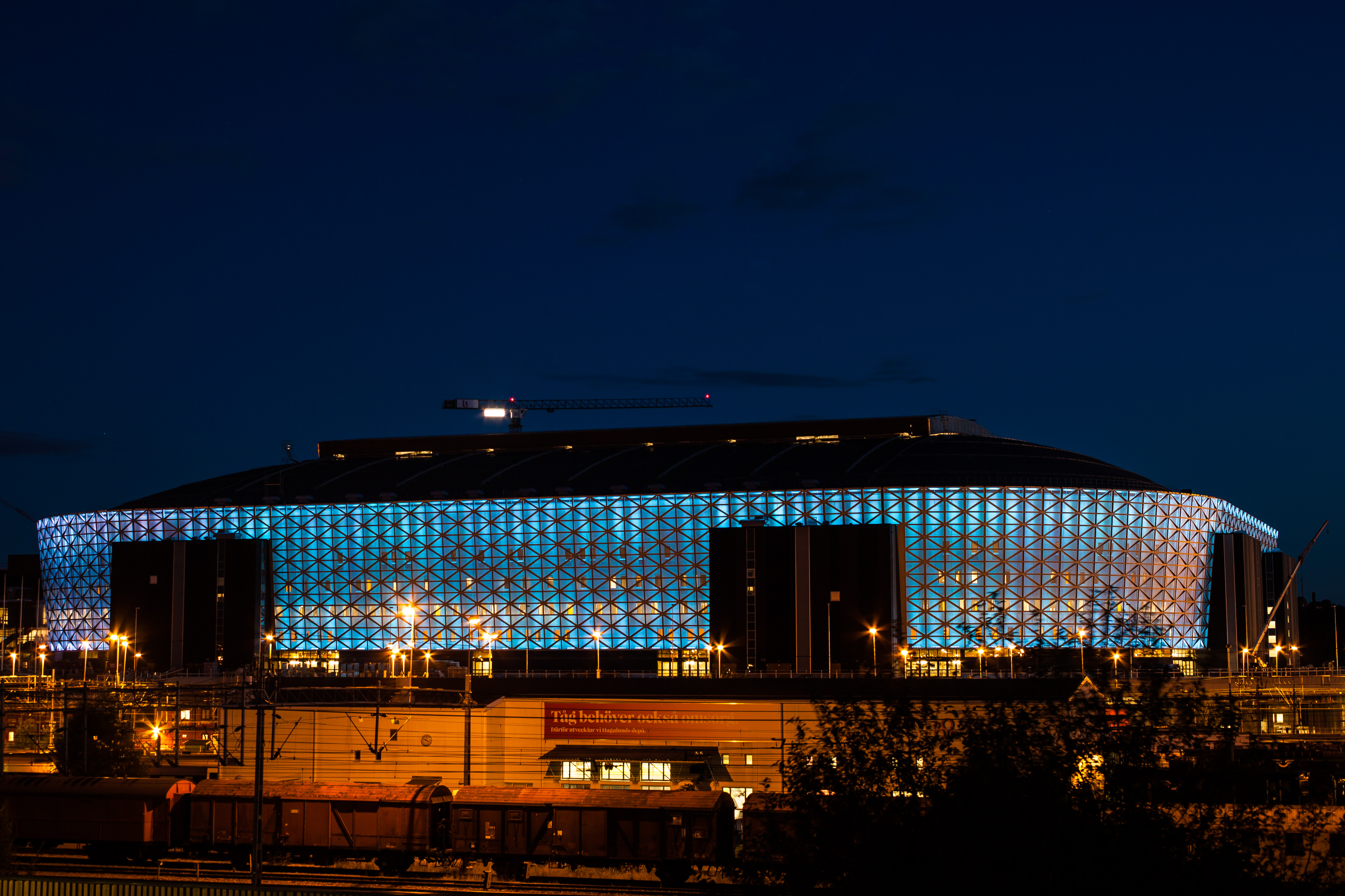
Seit 2013 tritt der AIK in der Strawberry Arena, dem neuen Nationalstadion, an

### Erfolge
- Schwedische Meisterschaft (12): 1900, 1901, 1911, 1914, 1916, 1923, 1932, 1937, 1992, 1998, 2009, 2018
- Schwedischer Pokal:
  - Sieger (8): 1949, 1950, 1976, 1985, 1996, 1997, 1999, 2009
  - Finalist (8): 1943, 1947, 1969, 1991, 1995, 2000, 2001, 2002
- Supercupen: 2010
- Supercupen-Finalist: 2012
- Wicanderska Välgörenhetsskölden: 1908, 1909, 1914, 1916

### Spiele im Europapokal
| Saison    | Wettbewerb                    | Runde                  | Gegner                   | Gesamt          | Hin     | Rück          |
| --------- | ----------------------------- | ---------------------- | ------------------------ | --------------- | ------- | ------------- |
| 1965/66   | Messestädte-Pokal             | 1. Runde               | Daring Club de Bruxelles | 3:1             | 3:1 (A) | 0:0 (H)       |
| 1965/66   | Messestädte-Pokal             | 2. Runde               | Servette Genf            | 3:5             | 2:1 (H) | 1:4 (A)       |
| 1968/69   | Messestädte-Pokal             | 1. Runde               | Skeid Fotball            | 3:2             | 1:1 (A) | 2:1 (H)       |
| 1968/69   | Messestädte-Pokal             | 2. Runde               | Hannover 96              | 6:7             | 4:2 (H) | 2:5 (A)       |
| 1973/74   | UEFA-Pokal                    | 1. Runde               | B 1903 Kopenhagen        | 2:3             | 1:2 (A) | 1:1 (H)       |
| 1975/76   | UEFA-Pokal                    | 1. Runde               | Spartak Moskau           | 1:2             | 1:1 (H) | 0:1 (A)       |
| 1976/77   | Europapokal der Pokalsieger   | 1. Runde               | Galatasaray Istanbul     | 2:3             | 1:2 (H) | 1:1 (A)       |
| 1984/85   | UEFA-Pokal                    | 1. Runde               | Dundee United            | 1:3             | 1:0 (H) | 0:3 (A)       |
| 1985/86   | Europapokal der Pokalsieger   | 1. Runde               | Red Boys Differdange     | 13:0            | 8:0 (H) | 5:0 (A)       |
| 1985/86   | Europapokal der Pokalsieger   | 2. Runde               | Dukla Prag               | 2:3             | 0:1 (A) | 2:2 (H)       |
| 1987/88   | UEFA-Pokal                    | 1. Runde               | TJ Vítkovice             | 1:3             | 1:1 (A) | 0:2 (H)       |
| 1992/93   | Europapokal der Pokalsieger   | 1. Runde               | Aarhus GF                | (a)4:4(a)       | 3:3 (H) | 1:1 (A)       |
| 1993/94   | UEFA Champions League         | 1. Runde               | Sparta Prag              | 1:2             | 1:0 (H) | 0:2 (A)       |
| 1994/95   | UEFA-Pokal                    | Qualifikation          | Romar Mažeikiai          | 4:0             | 2:0 (A) | 2:0 (H)       |
| 1994/95   | UEFA-Pokal                    | 1. Runde               | Slavia Prag              | (a)2:2(a)       | 0:0 (H) | 2:2 (A)       |
| 1994/95   | UEFA-Pokal                    | 2. Runde               | AC Parma                 | 0:3             | 0:1 (H) | 0:2 (A)       |
| 1996/97   | Europapokal der Pokalsieger   | 1. Runde               | KR Reykjavik             | 2:1             | 1:0 (A) | 1:1 (H)       |
| 1996/97   | Europapokal der Pokalsieger   | 2. Runde               | Nîmes Olympique          | 3:2             | 3:1 (A) | 0:1 (H)       |
| 1996/97   | Europapokal der Pokalsieger   | Viertelfinale          | FC Barcelona             | 2:4             | 1:3 (A) | 1:1 (H)       |
| 1997/98   | Europapokal der Pokalsieger   | 1. Runde               | NK Primorje              | 1:2             | 0:1 (H) | 1:1 n. V. (A) |
| 1999/2000 | UEFA Champions League         | 2. Qualifikationsrunde | Dnjapro Mahiljou         | 3:0             | 1:0 (A) | 2:0 (H)       |
| 1999/2000 | UEFA Champions League         | 3. Qualifikationsrunde | AEK Athen                | 1:0             | 0:0 (A) | 1:0 (H)       |
| 1999/2000 | UEFA Champions League         | Gruppenphase           | FC Barcelona             | 1:7             | 1:2 (H) | 0:5 (A)       |
| 1999/2000 | UEFA Champions League         | Gruppenphase           | FC Arsenal               | 3:6             | 1:3 (A) | 2:3 (H)       |
| 1999/2000 | UEFA Champions League         | Gruppenphase           | AC Florenz               | 0:3             | 0:0 (H) | 0:3 (A)       |
| 2000/01   | UEFA-Pokal                    | Qualifikation          | FK Gomel                 | 3:0             | 1:0 (H) | 2:0 (A)       |
| 2000/01   | UEFA-Pokal                    | 1. Runde               | Herfølge BK              | 1:2             | 0:1 (A) | 1:1 n. V. (H) |
| 2001      | UEFA Intertoto Cup            | 1. Runde               | Carmarthen Town          | 3:0             | 0:0 (A) | 3:0 (H)       |
| 2001      | UEFA Intertoto Cup            | 2. Runde               | Odense BK                | 4:2             | 2:2 (A) | 2:0 (H)       |
| 2001      | UEFA Intertoto Cup            | 3. Runde               | ES Troyes AC             | 2:4             | 1:2 (A) | 1:2 (H)       |
| 2002/03   | UEFA-Pokal                    | Qualifikation          | ÍBV Vestmannaeyjar       | 5:1             | 2:0 (H) | 3:1 (A)       |
| 2002/03   | UEFA-Pokal                    | 1. Runde               | Fenerbahçe Istanbul      | 4:6             | 3:3 (H) | 1:3 (A)       |
| 2003/04   | UEFA-Pokal                    | Qualifikation          | Fylkir Reykjavík         | 1:0             | 1:0 (H) | 0:0 (A)       |
| 2003/04   | UEFA-Pokal                    | 1. Runde               | FC Valencia              | 0:2             | 0:1 (H) | 0:1 (A)       |
| 2007/08   | UEFA-Pokal                    | 1. Qualifikationsrunde | Glentoran Belfast        | 9:0             | 5:0 (A) | 4:0 (H)       |
| 2007/08   | UEFA-Pokal                    | 2. Qualifikationsrunde | FK Liepājas Metalurgs    | 4:3             | 2:3 (A) | 2:0 (H)       |
| 2007/08   | UEFA-Pokal                    | 1. Runde               | Hapoel Tel Aviv          | 0:1             | 0:0 (A) | 0:1 (H)       |
| 2010/11   | UEFA Champions League         | 1. Qualifikationsrunde | Jeunesse Esch            | 1:0             | 1:0 (H) | 0:0 (A)       |
| 2010/11   | UEFA Champions League         | 2. Qualifikationsrunde | Rosenborg Trondheim      | 0:4             | 0:1 (H) | 0:3 (A)       |
| 2010/11   | UEFA Europa League            | Play-offs              | Levski Sofia             | 1:2             | 0:0 (H) | 1:2 (A)       |
| 2012/13   | UEFA Europa League            | 2. Qualifikationsrunde | FH Hafnarfjörður         | 2:1             | 1:1 (H) | 1:0 (A)       |
| 2012/13   | UEFA Europa League            | 3. Qualifikationsrunde | Lech Posen               | 3:1             | 3:0 (H) | 0:1 (A)       |
| 2012/13   | UEFA Europa League            | Play-offs              | ZSKA Moskau              | 2:1             | 0:1 (H) | 2:0 (A)       |
| 2012/13   | UEFA Europa League            | Gruppenphase           | SSC Neapel               | 1:6             | 0:4 (A) | 1:2 (H)       |
| 2012/13   | UEFA Europa League            | Gruppenphase           | Dnipro Dnipropetrovsk    | 2:7             | 2:3 (H) | 0:4 (A)       |
| 2012/13   | UEFA Europa League            | Gruppenphase           | PSV Eindhoven            | 2:1             | 1:1 (A) | 1:0 (H)       |
| 2014/15   | UEFA Europa League            | 2. Qualifikationsrunde | Linfield FC              | 2:1             | 0:1 (A) | 2:0 (H)       |
| 2014/15   | UEFA Europa League            | 3. Qualifikationsrunde | FK Astana                | 1:4             | 1:1 (A) | 0:3 (H)       |
| 2015/16   | UEFA Europa League            | 1. Qualifikationsrunde | Vaasan PS                | 6:2             | 2:2 (A) | 4:0 (H)       |
| 2015/16   | UEFA Europa League            | 2. Qualifikationsrunde | FC Schirak Gjumri        | 4:0             | 2:0 (H) | 2:0 (A)       |
| 2015/16   | UEFA Europa League            | 3. Qualifikationsrunde | Atromitos                | 1:4             | 1:3 (H) | 0:1 (A)       |
| 2016/17   | UEFA Europa League            | 1. Qualifikationsrunde | Bala Town                | 4:0             | 2:0 (H) | 2:0 (A)       |
| 2016/17   | UEFA Europa League            | 2. Qualifikationsrunde | Europa FC                | 2:0             | 1:0 (H) | 1:0 (A)       |
| 2016/17   | UEFA Europa League            | 3. Qualifikationsrunde | Panathinaikos Athen      | 0:3             | 0:1 (A) | 0:2 (H)       |
| 2017/18   | UEFA Europa League            | 1. Qualifikationsrunde | KÍ Klaksvík              | 5:0             | 0:0 (A) | 5:0 (H)       |
| 2017/18   | UEFA Europa League            | 2. Qualifikationsrunde | Željezničar Sarajevo     | 2:0             | 0:0 (A) | 2:0 (H)       |
| 2017/18   | UEFA Europa League            | 3. Qualifikationsrunde | Sporting Braga           | 2:3             | 1:1 (H) | 1:2 n. V. (A) |
| 2018/19   | UEFA Europa League            | 1. Qualifikationsrunde | Shamrock Rovers          | 2:1             | 1:0 (A) | 1:1 n. V. (H) |
| 2018/19   | UEFA Europa League            | 2. Qualifikationsrunde | FC Nordsjælland          | 0:2             | 0:1 (A) | 0:1 (H)       |
| 2019/20   | UEFA Champions League         | 1. Qualifikationsrunde | FC Ararat-Armenia        | 4:3             | 1:2 (A) | 3:1 (H)       |
| 2019/20   | UEFA Champions League         | 2. Qualifikationsrunde | NK Maribor               | (a)4:4(a)       | 1:2 (A) | 3:2 n. V. (H) |
| 2019/20   | UEFA Europa League            | 3. Qualifikationsrunde | FC Sheriff Tiraspol      | 3:2             | 2:1 (A) | 1:1 (H)       |
| 2019/20   | UEFA Europa League            | Play-offs              | Celtic Glasgow           | 1:6             | 0:2 (A) | 1:4 (H)       |
| 2022/23   | UEFA Europa Conference League | 2. Qualifikationsrunde | Vorskla Poltava          | 4:3             | 2:3 (N) | 2:0 n. V. (H) |
| 2022/23   | UEFA Europa Conference League | 3. Qualifikationsrunde | KF Shkëndija             | 2:2 (3:2 i. E.) | 1:1 (H) | 1:1 n. V. (A) |
| 2022/23   | UEFA Europa Conference League | Play-offs              | 1. FC Slovácko           | 0:4             | 0:3 (A) | 0:1 (H)       |
| 2025/26   | UEFA Conference League        | 2. Qualifikationsrunde | Paide Linnameeskond      | 8:0             | 2:0 (A) | 6:0 (H)       |
| 2025/26   | UEFA Conference League        | 3. Qualifikationsrunde | Győri ETO FC             | 2:3             | 2:1 (H) | 0:2 (A)       |

Gesamtbilanz: 136 Spiele, 48 Siege, 35 Unentschieden, 53 Niederlagen, 173:159 Tore (Tordifferenz +14)

### Fans
Die Fanszene von AIK ist eine der größten und aktivsten des Landes. Die führenden Ultragruppen heißen Sol Invictus und Ultras Nord, der größte Fan-Zusammenschluss nennt sich Black Army – Stockholm. Beheimatet ist die aktive Fanszene seit jeher auf der Nordtribüne (Norra Stå) der Strawberry Arena in den Blöcken 118 bis 123, bzw. früher im Rasundastadion. Die bekannteste und möglicherweise auch größte schwedische Hooligan-Gruppierung, die Firman Boys, ist ebenfalls dem AIK zuzuordnen. Anhänger des Klubs werden AIK:are oder gnagare (dt.: Nager) genannt.

### Freundschaften
Gute Kontakte einzelner Fangruppen gibt es zu den Fans des deutschen Proficlubs Hannover 96.

### Rivalitäten
Die mit Abstand größten Rivalen von AIK sind die beiden anderen Stockholmer Vereine Djurgårdens IF und Hammarby IF. AIK, DIF und HIF gehören nicht nur zu den größten und erfolgreichsten Vereinen des Landes, sondern besitzen auch die größten aktiven Fanszenen. Die Derbys sind in der Regel sehr gut besucht und teilweise trotz der großen Kapazitäten ausverkauft. Die Stimmung ist europaweit einzigartig, weshalb jedes Jahr viele Fans aus dem Ausland – vor allem England – zu den Derbys anreisen. Außerhalb der Hauptstadt ist lediglich das Duell gegen IFK Göteborg von großer Brisanz. Zwischen den Vereinen aus Stockholm und Göteborg herrscht generell eine gewisse Rivalität, IFK hat im Gegensatz zu den kleineren Vereinen der Stadt jedoch eine vergleichsweise große Ultra- bzw. Hooliganszene. Darüber hinaus sind noch Malmö FF oder in abgeschwächter Form auch IFK Norrköping als Rivalen zu betrachten.

## AIK Fotboll Dam – Frauenfußball
Die Frauenfußballmannschaft wurde 1970 gegründet und kann auf mehrere Jahre in der höchsten schwedischen Spielklasse zurückblicken. Nennenswerte Erfolge konnten die AIK-Frauen, die nach dem Wiederaufstieg 2020 in der Damallsvenskan spielen, bisher noch nicht erzielen. Größter Erfolg war bisher das Erreichen des Pokalfinales im Sommer 2007.

### Geschichte
Die Frauenfußballmannschaft von AIK entstand 1970. Am 10. Mai des Jahres trat die Elf gegen Ronna Södertälje an und konnte das Spiel mit 3:0 für sich entscheiden. Im selben Jahr trat man auch dem schwedischen Ligasystem bei und spielte in der Stockholmsserien Klass 2. Ein Jahr später gelang in der Liga ohne Verlustpunkt die Meisterschaft, sodass die Mannschaft in die Stockholmsserien Klass 1 aufstieg. Auch hier blieb die Mannschaft ohne Niederlage und wurde Tabellenerster.
1975 gelang abermals die Meisterschaft und nach zwei Erfolgen in den Aufstiegsspielen gegen die Frauenmannschaft von Motala AIF zog die Mannschaft in die Division 2 Östra Svealand ein. Ging es dort im ersten Jahr noch gegen den Abstieg, steigerte sich die Mannschaft und 1978 wurde die Liga ohne Niederlage gewonnen. Das erste Jahr in der schwedischen Erstklassigkeit endete für die Mannschaft erfolglos, als Tabellenvorletzter der Division 1 Östra stieg sie direkt wieder ab.
Mit 18 Siegen in 18 Spielen gelang AIK Dam die direkte Rückkehr in die erste Liga, wo die Mannschaft als Tabellendritter vorne mitspielen konnte. Im folgenden Jahr wurde die erste Liga reformiert, indem die Anzahl der Staffeln von vier auf zwei reduziert wurde. Ein sechster Platz genügte der AIK-Mannschaft zum Erreichen der neuen Liga. Hier platzierte sie sich regelmäßig im hinteren Mittelfeld und verpasste so 1988 die Qualifikation für die Damallsvenskan.
In der mittlerweile zweitklassigen Division 1 Norra spielte AIK jedoch wieder vorne mit und konnte sich 1992 in den Aufstiegsspielen gegen Mariestads BoIS durchsetzen und in die erste Liga zurückkehren. 1995 folgte jedoch der abermalige Abstieg und im folgenden Jahr wurde die Mannschaft bis in die drittklassige Division 2 Östra Svealand durchgereicht. 1999 stiegen die AIK-Frauen wieder in die zweite Liga auf. In der seit 2002 als Norrettan bezeichneten Nordstaffel der zweiten Liga gelang 2004 ohne Saisonniederlage der Meistertitel und damit die Rückkehr in die Damallsvenskan. Als Tabellenelfter verpasste AIK Dam jedoch den Klassenerhalt, konnte aber im Folgejahr die direkte Rückkehr ins Oberhaus feiern.
Nach dem Aufstieg sorgte AIK durch spektakuläre Transfers für Schlagzeilen. Vom Meister Umeå IK kamen Sofia Lundgren und Sanna Valkonen, vom Vizemeister und Lokalrivalen Djurgårdens IF/Älvsjö die finnische Torjägerin Laura Österberg Kalmari. Als Tabellenzehnter wurde der Klassenerhalt geschafft und die Mannschaft erreichte das Finale des Svenska Cupen: Am 15. August 2007 hieß der Finalgegner Umeå IK, der sich mit einem 4:3-Erfolg durchsetzen konnte. Auch in den folgenden Jahren, als Spielerinnen wie Louise Fors, Anne Mäkinen oder Emelie Ölander für die Mannschaft aufliefen, hielt sie sich bis 2010 in der Liga.
Die 2010er Jahre waren zunächst durch regelmäßige Auf- und Abstiege geprägt. 2014 und 2015 konnte sich das Team zwei Jahre in Folge in der höchsten Klasse halten, von 2016 bis 2020 spielte es durchgehend in der Elitettan, bis die Rückkehr in die erste Liga gelang. Nach zwei Jahren in der Damallsvenskan und dem Abstieg erfolgte 2024 die direkte Rückkehr.

### Erfolge
- Schwedischer Pokal:
  - Finalist: 2007

## Handball
Handball wird im Verein seit 1943 und wieder seit 2003 im AIK Handboll betrieben.

## AIK Ishockey – Eishockey
siehe Hauptartikel AIK Ishockey

### Geschichte
Die Eishockeyabteilung von AIK ist neben der Fußballsektion die zweiterfolgreichste Abteilung des Vereins. Nachdem bei den Olympischen Sommerspielen 1920 eine aus Bandyspielern zusammengestellte schwedische Eishockeyauswahl das Turnier erfolgreich gestalten konnte und Vierter wurde, etablierte sich die Sportart in Schweden und auch bei AIK entstand 1921 eine Mannschaft. Diese wurde jedoch 1923 aufgelöst, entstand aber bereits 1925 neu. In der Spielzeit 1929/30 konnte sie in die erstklassige Elitserien aufsteigen. Vor allem den Meisterschaften in den 1930er und 1940er Jahren konnte die AIK-Mannschaft ihren Stempel aufdrücken. 1934 gelang der erste Titelgewinn, der 1935 verteidigt wurde. Bis zum fünften Titelgewinn 1947 stand AIK insgesamt sieben Mal im Endspiel.
Dank dieser Erfolge gehörte AIK 1948 zu den Gründungsmitgliedern der Allsvenskan. 1953 stieg die Mannschaft jedoch erstmals ab und wechselte in den folgenden Jahren mehrmals zwischen erster und zweiter Liga. Erst ab 1961 konnte sich AIK wieder in der Erstklassigkeit etablieren. Nach mehreren Teilnahmen in der Meisterschaftsserie gelang 1968 die Vizemeisterschaft hinter Brynäs IF. Auch in den folgenden Jahren stand die Mannschaft oft in der Endrunde, Plätze im vorderen Bereich gelangen nicht mehr.
1975 schaffte AIK die Qualifikation für die eingleisige Elitserien und erreichte drei Jahre später erstmals seit 1947 wieder ein Endspiel um die schwedische Meisterschaft. Nachdem in den beiden folgenden Jahren die Endrunde verpasst wurde, erreichte AIK 1981 erneut das Endspiel. Abermals musste sich die Mannschaft geschlagen geben, Färjestad BK konnte drei Spiele für sich entscheiden. 1982 stand AIK erneut im Endspiel und traf auf IF Björklöven. Nachdem beide Mannschaften zwei Finalspiele für sich entscheiden konnten, musste das fünfte Spiel im Scandinavium die Entscheidung bringen. Dieses konnte AIK mit 3:2 gewinnen und holte 35 Jahre nach dem letzten Titelgewinn die schwedische Meisterschaft. Nachdem im Folgejahr im Halbfinale Endstation war, zog AIK 1984 abermals ins Endspiel ein und traf auf den Lokalrivalen Djurgårdens IF. Mit zwei Siegen gewann AIK den siebten Meistertitel der Vereinsgeschichte.

### Erfolge
- Schwedische Meisterschaft: 1934, 1935, 1938, 1946, 1947, 1982, 1984

## AIK Innebandy

### Geschichte
Die Geschichte der Unihockeysektion von AIK geht bis 1981 zurück. Seinerzeit wurde der Landhockeyklubben Eldorado gegründet, der zunächst mit Eishockeyschlägern und Tennisbällen Sport betrieb. Als man beschloss, zum Unihockey zu wechseln, entstand 1985 aus diesem Klub der IBK Solna. 1995 wechselte der Verein den Namen zu Solna Innebandy und stieg erstmals in die Division 1 auf.
Im August trat der Klub als Unihockey-Abteilung AIK bei und lief zunächst als AIK/Solna IB auf. Dem Abstieg in die Division 2 Norra Stockholm im Jahr 1997 folgte zwei Jahre später die Rückkehr in die Division 1. Dort gelang der direkte Durchmarsch in die erstklassige Elitserien, wo sich die Mannschaft etablieren konnte. 2002 gelang der erste Platz in der Liga, in den Meisterschafts-Play-offs scheiterte die Mannschaft jedoch im Halbfinale. Ebenso ging es zwei Jahre später als Tabellendritter. Erst 2005 gelang der Finaleinzug, dort konnte sich jedoch Warbergs IC 85 mit 3:2 durchsetzen.
Am 8. April 2006 konnte die Unihockey-Mannschaft erstmals triumphieren: Im Endspiel konnte ein 6:2-Erfolg über den Göteborger Klub Pixbo Wallenstam IBK erreicht werden und damit erstmals der Meistertitel gewonnen werden. Die Mannschaft konnte in den Spielzeiten 2006/07, 2007/08 und 2008/09 jeweils den Europacup gewinnen.
06/07 und 07/08 setzen sich die Stockholmer gegen Warberg IC 85, den zweiten Vertreter aus Schweden durch. In der Saison 08/09 gegen den Schweizer Vertreter SV Wiler-Ersigen.
Nach 18 Jahren Erstklassigkeit, stieg der AIK in der Saison 2017/18 ab.

### Erfolge
- Schwedischer Meister: 2006
- Europapokalsieger: 2006/07, 2007/08, 2008/09

### Statistiken

#### Herren

##### Zuschauer
| Jahr    | Liga               | ⌀   |
| ------- | ------------------ | --- |
| 2017/18 | Svenska Superligan | 373 |

##### Topscorer
| Jahr    | Liga               | Name               | Sp | T  | A  | P  |
| ------- | ------------------ | ------------------ | -- | -- | -- | -- |
| 2017/18 | Svenska Superligan | Andreas Stefansson | 32 | 34 | 13 | 47 |

## AIK American Football
Ende 2019 beantragte der 2006 gegründete Solna Täby United Northside Bulls American Football Club die Aufnahme in den AIK. Am 11. März 2020 bestätigte die Mitgliederversammlung die Aufnahme als neu geschaffene American-Football-Abteilung.
Die Herrenmannschaft spielte anfangs in der zweitklassigen Division I und nimmt ab 2024 an der höchsten Liga, der Superserien teil. Die Frauenmannschaft spielt in der höchsten Liga, der Division 1 Dam.

## Trivia
Der AIK war 1995 der erste Sportverein der Welt, der eine eigene Homepage gestaltet hatte. Außerdem gibt es ein eigenes Webradio des Vereins.